# 小山市

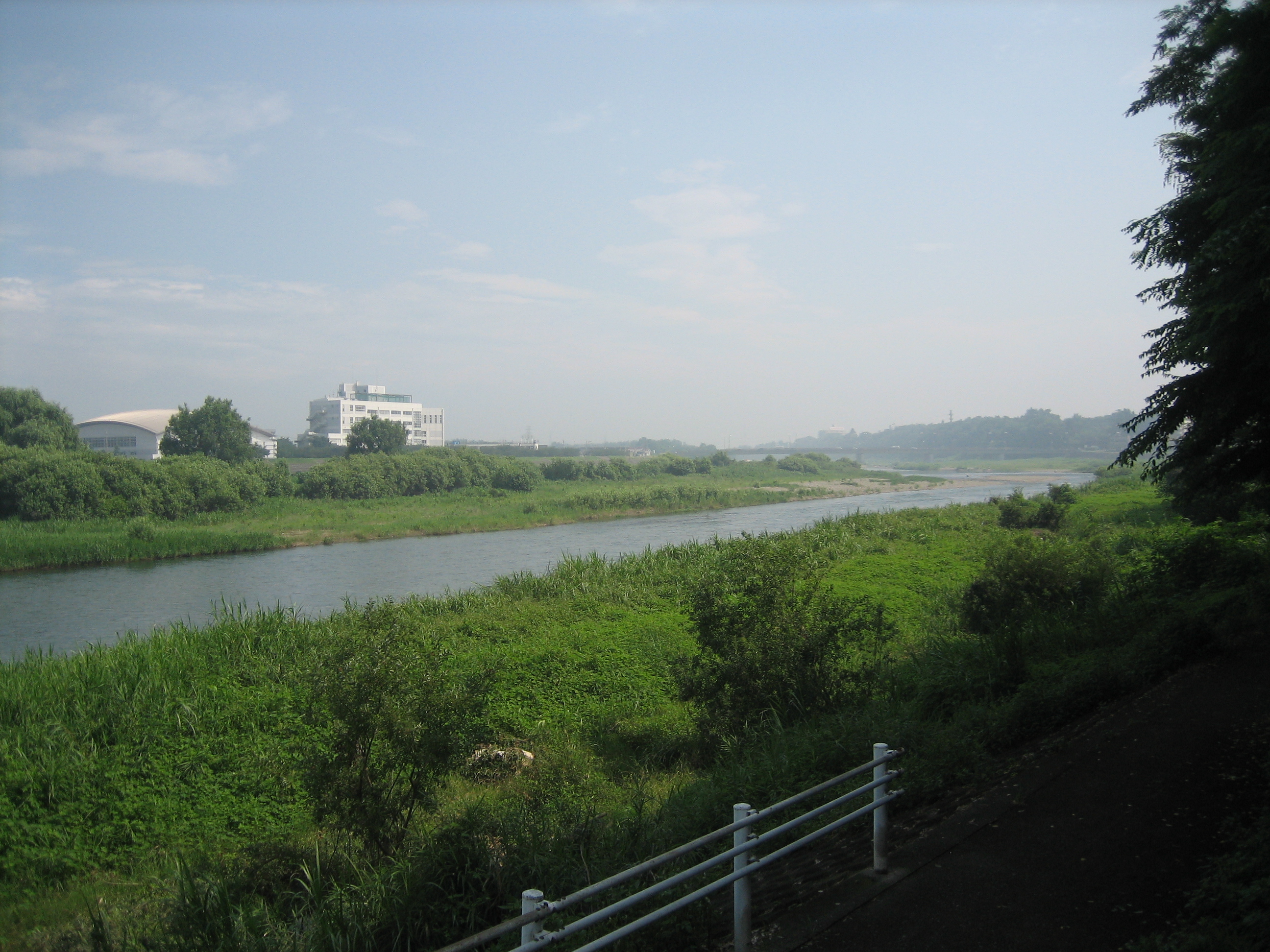
思川 八幡町近辺（2006年7月）

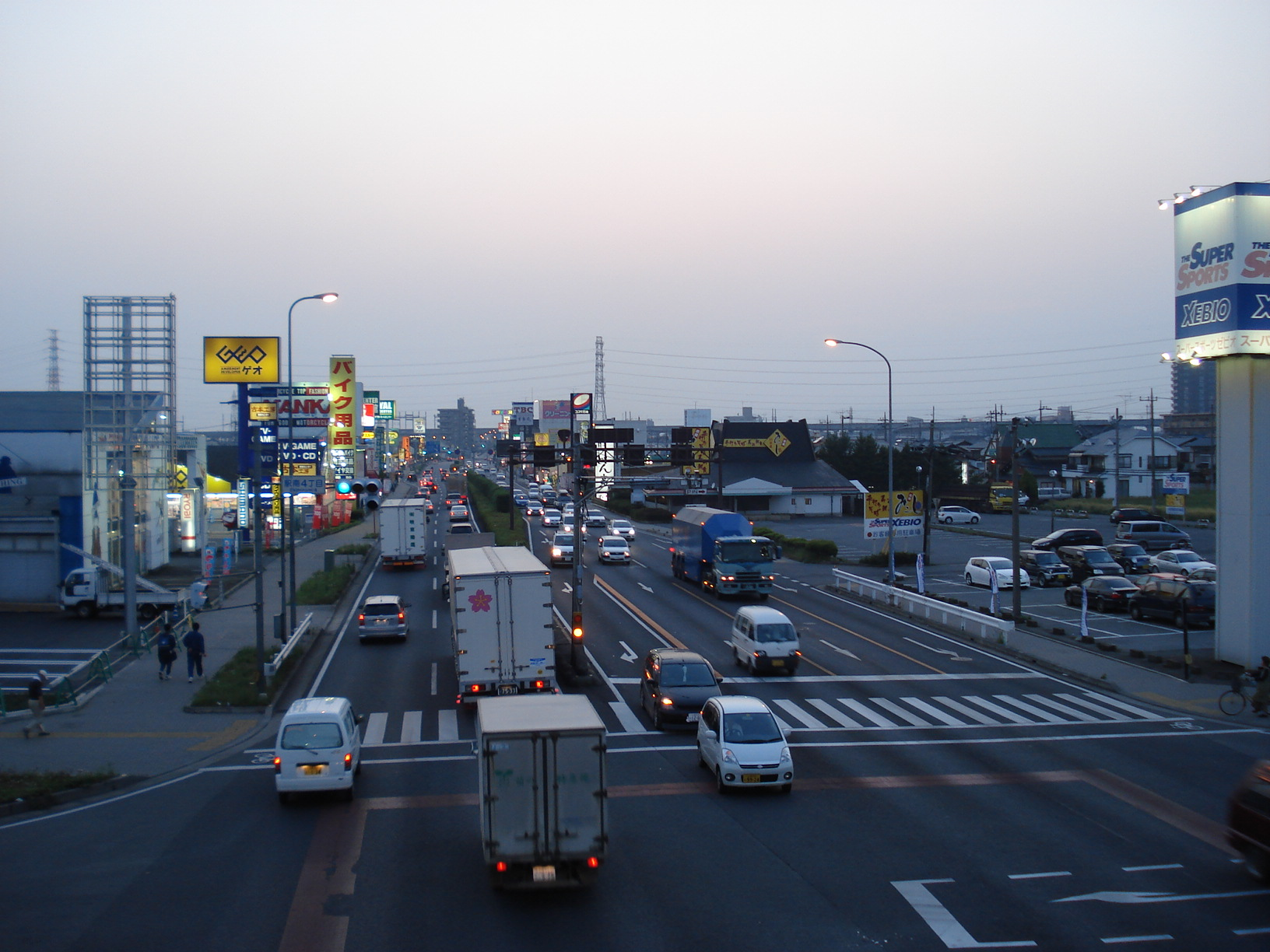
国道50号に立ち並ぶロードサイドショップ（2007年5月）

小山市（おやまし）は、栃木県南部に位置する市。市域は関東大都市圏に含まれている。
人口は約17万人で、県内では県庁所在地の宇都宮市に次ぐ第2の都市である。1954年（昭和29年）市制施行。

## 地理
関東平野の中北部に位置し、山や丘陵がなく、あまり起伏がない平坦な地形のため、河川氾濫の危険はあるものの、土砂災害の危険性は低い。市の中央部を思川（おもいがわ）が流れ、市西端には巴波川（うずまがわ）、市東部に田川、市東端に鬼怒川が流れる。また、思川水系を利用した小山用水、田川を利用した吉田用水が流れ、付近の水田を潤している。
市西部の思川・巴波川流域、および市東部の吉田用水・田川・鬼怒川流域は水田地帯となっており、その間の台地部は小河川や用水を利用した水田以外は、畑作地帯及び住宅地・商業地・重工業や通信業を含む多様な工業用地となっている。
東北新幹線、東北本線（宇都宮線）、両毛線及び水戸線が東西南北に走り、市中央部には南北に国道4号、東西に国道50号、市東部に新4号国道が走るなど、交通網の結節点として付近の都市群の要となっている。このことから、かつての農業集散地としての性格から、「陸の工業地」へと発展し、栃木県下第2の都市の地位を維持している。東北新幹線で約40分で東京都心に直結し、東京のベッドタウンとしての顔を持つ。
市北部には桑地区、絹地区（旧桑絹町）があり、高級織物結城紬を産出するための地域的分業がみられることでも著名である。
歴史的にも茨城県結城市との繋がりが深く、かつては現在の結城市付近とともに下総国の一部であった地区もある。結城市は友好都市となっている。

### 気候
気候区分は太平洋岸気候関東型気候区に属す。詳細はこちらを参照のこと。夏暑く冬寒い。夏は佐野市とともに栃木県内でも暑さが厳しいことが著名で、38℃ぐらいになることもある。観測史上の最高気温は2020年8月11日、2024年7月29日の38.9℃。一方冬は最低気温-8℃ぐらいまで下がることもあり、降雪日数も年数日ある。降水量は夏多く冬場は乾燥する。夏季は夕立が頻繁に発生し、発雷日数も全国有数である。　

#### 小山市の気象平年値（1991-2020）
小山アメダス（市内出井：JT葉たばこ研究所内）観測、1991年（昭和56年）から2020年（平成22年）までの平均
|        | 1月  | 2月  | 3月  | 4月   | 5月   | 6月   | 7月   | 8月   | 9月   | 10月  | 11月 | 12月 | 年     | 単位 |
| ------ | ---- | ---- | ---- | ----- | ----- | ----- | ----- | ----- | ----- | ----- | ---- | ---- | ------ | ---- |
| 気温   | 2.9  | 4.0  | 7.7  | 13.1  | 18.0  | 21.5  | 25.2  | 26.3  | 22.6  | 16.8  | 10.5 | 5.1  | 14.5   | ℃    |
| 降水量 | 36.2 | 38.8 | 80.4 | 102.2 | 130.6 | 135.1 | 170.3 | 138.4 | 180.5 | 161.7 | 61.9 | 39.7 | 1275.7 | mm   |

#### 小山市の気象観測極値
小山アメダス観測
| 要素             | 観測値  | 観測年月日                                                                 |
| ---------------- | ------- | -------------------------------------------------------------------------- |
| 最高気温の最高値 | 39.2℃   | 2025年（令和7年）8月5日                                                    |
| 最高気温の最低値 | -0.6℃   | 1984年（昭和59年）1月19日                                                  |
| 最低気温の最高値 | 26.9℃   | 1996年（平成8年）8月15日 2019年（令和元年）8月6日 2024年（令和6年）8月13日 |
| 最低気温の最低値 | -10.8℃  | 1985年（昭和60年）1月18日                                                  |
| 最大風速         | 15.1m/s | 2012年（平成24年）4月3日                                                   |
| 最大瞬間風速     | 26.5m/s | 2018年（平成30年）10月1日                                                  |
| 日降水量         | 213.5mm | 2019年（令和元年）10月12日                                                 |
| 最大1時間降水量  | 87mm    | 2003年（平成15年）8月5日                                                   |

気象庁の設置しているアメダス（市内出井、JT研究所内）により観測された数値である。
観測期間は降水量は1976年（昭和51年）3月〜、気温は1978年（昭和53年）1月〜である。
| 小山（1991年 - 2020年）の気候      | 小山（1991年 - 2020年）の気候 | 小山（1991年 - 2020年）の気候 | 小山（1991年 - 2020年）の気候 | 小山（1991年 - 2020年）の気候 | 小山（1991年 - 2020年）の気候 | 小山（1991年 - 2020年）の気候 | 小山（1991年 - 2020年）の気候 | 小山（1991年 - 2020年）の気候 | 小山（1991年 - 2020年）の気候 | 小山（1991年 - 2020年）の気候 | 小山（1991年 - 2020年）の気候 | 小山（1991年 - 2020年）の気候 | 小山（1991年 - 2020年）の気候 |
| 月                                 | 1月                           | 2月                           | 3月                           | 4月                           | 5月                           | 6月                           | 7月                           | 8月                           | 9月                           | 10月                          | 11月                          | 12月                          | 年                            |
| ---------------------------------- | ----------------------------- | ----------------------------- | ----------------------------- | ----------------------------- | ----------------------------- | ----------------------------- | ----------------------------- | ----------------------------- | ----------------------------- | ----------------------------- | ----------------------------- | ----------------------------- | ----------------------------- |
| 最高気温記録 °C （°F）             | 18.6 (65.5)                   | 23.8 (74.8)                   | 26.6 (79.9)                   | 31.4 (88.5)                   | 34.9 (94.8)                   | 38.5 (101.3)                  | 38.9 (102)                    | 39.2 (102.6)                  | 36.9 (98.4)                   | 33.6 (92.5)                   | 25.0 (77)                     | 25.4 (77.7)                   | 39.2 (102.6)                  |
| 平均最高気温 °C （°F）             | 9.3 (48.7)                    | 10.3 (50.5)                   | 13.9 (57)                     | 19.4 (66.9)                   | 23.7 (74.7)                   | 26.3 (79.3)                   | 30.2 (86.4)                   | 31.5 (88.7)                   | 27.5 (81.5)                   | 21.8 (71.2)                   | 16.4 (61.5)                   | 11.5 (52.7)                   | 20.1 (68.2)                   |
| 日平均気温 °C （°F）               | 2.9 (37.2)                    | 4.0 (39.2)                    | 7.7 (45.9)                    | 13.1 (55.6)                   | 18.0 (64.4)                   | 21.5 (70.7)                   | 25.2 (77.4)                   | 26.3 (79.3)                   | 22.6 (72.7)                   | 16.8 (62.2)                   | 10.5 (50.9)                   | 5.1 (41.2)                    | 14.5 (58.1)                   |
| 平均最低気温 °C （°F）             | −2.8 (27)                     | −1.8 (28.8)                   | 1.8 (35.2)                    | 7.2 (45)                      | 12.9 (55.2)                   | 17.5 (63.5)                   | 21.5 (70.7)                   | 22.5 (72.5)                   | 18.8 (65.8)                   | 12.5 (54.5)                   | 5.4 (41.7)                    | −0.4 (31.3)                   | 9.6 (49.3)                    |
| 最低気温記録 °C （°F）             | −10.8 (12.6)                  | −9.7 (14.5)                   | −6.9 (19.6)                   | −3.2 (26.2)                   | 0.5 (32.9)                    | 9.0 (48.2)                    | 13.1 (55.6)                   | 13.9 (57)                     | 7.1 (44.8)                    | 0.1 (32.2)                    | −4.4 (24.1)                   | −8.3 (17.1)                   | −10.8 (12.6)                  |
| 降水量 mm （inch）                 | 36.2 (1.425)                  | 38.8 (1.528)                  | 80.4 (3.165)                  | 102.2 (4.024)                 | 130.6 (5.142)                 | 135.1 (5.319)                 | 170.3 (6.705)                 | 138.4 (5.449)                 | 180.5 (7.106)                 | 161.7 (6.366)                 | 61.9 (2.437)                  | 39.7 (1.563)                  | 1,275.7 (50.224)              |
| 平均降水日数 （≥1.0 mm）           | 4.1                           | 5.0                           | 8.7                           | 9.9                           | 10.9                          | 12.5                          | 13.4                          | 9.8                           | 11.3                          | 10.4                          | 6.3                           | 4.5                           | 106.9                         |
| 平均月間日照時間                   | 206.6                         | 190.7                         | 196.1                         | 186.3                         | 181.1                         | 126.8                         | 138.1                         | 162.8                         | 127.3                         | 140.6                         | 160.3                         | 191.2                         | 2,004.3                       |
| 出典1：Japan Meteorological Agency |                               |                               |                               |                               |                               |                               |                               |                               |                               |                               |                               |                               |                               |
| 出典2：気象庁                      |                               |                               |                               |                               |                               |                               |                               |                               |                               |                               |                               |                               |                               |

## 歴史

### 概略
「小山」の地名は1,000年以上前の醍醐天皇の延長年間に和名抄の都賀郡（つがぐん、つがのこおり）の条に「小山郷」の記載があり、古くからこの地名が使われていたことがわかっている。起源について定説は無いが、もっとも流布されているのはこの地が思川に臨む台地にあり、西の低地から望むと小さな山の形をしていることからというものである。また、一説にはアイヌ語で「オ」は持つ、「ヤマ」は丘といい、丘に富んでいることから小山になったというアイヌ語起源説もある。
市内からは多くの土器や石器などが発見され、古墳などの遺跡が広範囲に分布していることから、古くから人類が生活し、集落をつくっていたと推察されている。古いものでは縄文時代中期頃の遺跡が発見されている（寺野東遺跡等）。
小山は鎌倉時代、鎌倉幕府の有力武家藤原秀郷流小山氏の居城、祇園城（ぎおんじょう）の城下であった。室町時代に幕府が京に移ると、守護の地位は国司・宇都宮氏や関東管領・上杉氏に授けられた。その後小山義政が守護に復帰するが、鎌倉府の不興を買い討伐される（小山義政の乱）。後に小山氏傍系の結城氏一門が小山氏に養子に入り再興されたが、戦国期には後北条氏の攻撃により祇園城を明け渡した。豊臣秀吉による小田原征伐の折、遺領は結城氏に与えられたが、結城氏は越前に移封となった後、嫡流が絶えた。江戸時代初期には祇園城に本多正純が3万石で入るが、間もなく16万石で宇都宮城へ移封となり、祇園城は廃城となった。以降、一時、城域の一部は将軍日光参宮のための休憩所「小山御殿」として使われたが、管理していた古河藩の財政難のおり廃止された。
江戸期の小山市域は日光街道の宿場町（小山宿、間々田宿、新田宿）及び、江戸川に通ずる思川の舟運によって栄えた。思川の河岸である乙女河岸は世に言う「小山評定」（徳川家康が、関ヶ原の戦いのため上杉景勝討伐をやめ、西に向かう評定をしたこと）時、上杉討伐のための兵馬の運搬に使われていたことから、以降、徳川幕府の厚い恩恵を受け日光東照宮造営のための資材船下ろし場となるなどして発展した。

### 明治以降
- 1869年（明治2年）- 小山宿は宇都宮藩に属す。
- 1871年（明治4年）7月14日 - 小山宿が宇都宮県に属す→大区小区制により第三大区七小区、都賀郡小山宿と呼称。
- 1872年（明治5年）- 間々田・小山・羽川に郵便取扱所を設置。
- 1873年（明治6年）6月 - 宇都宮県の廃止及び各県管理地の整理により現市域全域が栃木県管轄となる。栃木県第一大区七小区と改める。同時に小山宿近隣15カ村の連合戸長役場を小山宿に設置。
- 1875年（明治8年）4月 - 栃木警察署小山分署開設。
- 1878年（明治11年）7月22日 - 郡区町村編制法により都賀郡が上都賀郡、下都賀郡に分割。現小山市域は下都賀郡に属す。
- 1885年（明治18年）7月16日 - 日本鉄道本線の大宮駅 - 宇都宮駅間が開通、小山駅開業。
- 1888年（明治21年）5月22日 - 両毛鉄道小山-足利間が開通。
- 1889年（明治22年）1月16日 - 水戸鉄道小山-水戸間が開通。
- 同年4月1日 - 市制・町村制施行により小山町・稲葉村・神鳥谷村が合併し下都賀郡小山町が誕生する。町役場は常光寺内に設置。
- 1894年（明治27年）4月1日 - 間々田駅開業。
- 1899年（明治32年）11月5日 - 観晃橋落成。
- 1907年（明治40年）11月 - 小山町に電話架設、通話始まる。
- 1911年（明治44年）
  - 4月10日 - 思川駅開業。
  - 11月20日 - 町役場を新築移転。
- 1913年（大正2年）1月 - 小山町で初めて電灯点灯。
- 1921年（大正10年）- 小山町で乗合自動車・貸切自動車の運行始まる。
- 1931年（昭和6年）5月 - 日本無線電信（現KDDI）、神鳥谷に小山送信所開設。
- 1945年（昭和20年）8月4日 - 小山駅付近、空襲による機銃掃射により3人死亡。

#### 昭和時代（昭和戦後）
- 1947年（昭和22年）9月5日 - 昭和天皇が第一小学校に行幸（昭和天皇の戦後巡幸）[5]。町長発声で万歳による奉迎が行われた[6]。
- 1954年（昭和29年）
  - 3月31日 - 下都賀郡小山町と大谷村が新設合併。市制施行。
  - 9月18日 - 市制施行記念事業として市の紋章を公募・厳選のうえ決定[7]。
- 1956年（昭和31年）4月24日 - 結城紬が重要無形文化財（工芸技術：染織）に指定[8][9]。
- 1958年（昭和31年） - 東北本線上野～宇都宮間が電化完成[10]。
- 1960年（昭和35年） - 小山遊園地オープン。
- 1962年（昭和37年）5月5日 - 下都賀郡桑絹町立羽川小学校前の国道4号に日本初の通学用歩道橋「愛の橋」完成。
- 1963年（昭和38年）4月18日 - 下都賀郡間々田町と美田村を編入。
- 1964年（昭和39年）10月31日 - 市役所本庁舎（旧庁舎）落成。
- 1965年（昭和40年）
  - 4月24日 - 国立小山工業高等専門学校開校。
  - 9月30日 - 下都賀郡桑絹町を編入。
  - 10月10日 - 国道4号小山バイパス開通。
- 1968年（昭和43年） - 県立小山高校が夏の甲子園出場。
- 1969年（昭和44年）6月10日 - 市の人口が10万人を突破する。
- 1971年（昭和46年）10月13日 - 小山市旗が制定される[11]。
- 1978年（昭和53年）
  - 5月11日 - 「乙女不動原瓦窯跡」が国史跡に指定[12]。
  - 7月10日 - 市制25周年、小山市中央市民会館竣工。市民憲章・市花・市木・市鳥・市歌「小山わがまち」・市民音頭「小山音頭」を制定。
  - 7月21日 - 「摩利支天塚古墳」が国史跡に指定[13]。
- 1980年（昭和55年）6月1日 - 茨城県結城市と境界変更。
- 1982年（昭和57年）6月23日 - 東北新幹線大宮～盛岡間の開業に伴い、東北新幹線小山駅開業[14][10]。
- 1983年（昭和58年）3月13日 - 小山市立博物館が開館[15]。
- 1986年（昭和61年）4月 - 白鷗大学が開校[16]。

#### 平成
- 1991年（平成3年）
  - 1月1日 - 下都賀郡国分寺町と境界変更。
  - 3月12日 - 「小山氏城跡　鷲城跡　祇園城跡」が国史跡に指定[17][10]。
  - 7月 - 第1回おやまサマーフェスティバル開催。
- 1992年（平成4年） 
  - 犬塚に栃木県庁小山庁舎開設。
  - 「健康都市おやま」宣言[10]。
  - 「平和都市」宣言[10]。
- 1993年（平成5年）
  - 4月 - 城東に市立中央図書館開館[18]。
  - 9月 - 栃木県南地方卸売市場が業務開始[19]。
  - 外城に県立県南体育館開館。
- 1994年（平成6年） - 小山駅西再開発ビル「ロブレ」がオープン[10]。
- 1995年（平成7年） 
  - 11月8日 - 「寺野東遺跡」が国史跡に指定[20]。
  - 市の人口が15万人を突破。
- 1998年（平成10年）7月1日 - 茨城県結城市と境界変更。
- 2000年（平成12年） - 外城に県立県南温水プール館開館。
- 2001年（平成13年）
  - 6月20日 - 男女共同参画都市宣言（栃木県内初）[21]。
  - 「中久喜城跡」が国史跡に追加指定[10]。
- 2004年（平成16年）2月1日 - 下都賀郡野木町と境界変更。
- 2005年（平成17年） - 人口が16万人を突破し、足利市を抜いて県内第2の都市に[22]。
- 2006年（平成18年）4月29日 - 道の駅思川がオープン[23]。
- 2007年（平成19年）
  - 4月11日 - 小山市文書館が開館[24]。
  - まちの駅「思季彩館」がオープン[25]。
- 2008年（平成20年）6月 - 環境都市宣言[26]。
- 2009年（平成21年）4月 - 小山市立車屋美術館が開館[27]。
- 2010年（平成22年）
  - 3月 - 大沼 (羽川) がため池百選に選定[28]。
  - 11月16日 - 結城紬がユネスコ無形文化遺産に登録される[9]。
- 2011年（平成23年）
  - 3月11日 - 東日本大震災発生。市内で最大震度5強を観測。負傷者4名、半壊1棟、一部損壊2,127棟などの被害が出る。
  - 思川駅自由通路・南北駅前広場が完成[10]。
- 2012年（平成24年）
  - 6月23日 - 小山駅中央自由通路が完成[29]。
  - 7月3日 - 渡良瀬遊水地がラムサール条約湿地に登録される[30]。
- 2013年（平成25年）
  - 9月17日 - 神鳥谷に小山市消防本部、小山市消防署を新築移転。
- 2014年（平成26年）
  - 3月16日 - 小山駅東口新駅前広場がオープン[31]。
  - 「スポーツ都市」宣言[10]。
- 2015年（平成27年）
  - 6月29日 - 小山地区定住自立圏の中心市宣言。
  - 9月9日〜9月10日 - 平成27年9月関東・東北豪雨により市内に史上初の大雨特別警報発令。932戸が床上浸水、593戸が床下浸水した。また、羽川西・鶉島の各浄水場が浸水し市内36,000世帯が断水または水圧低下となる。
- 2016年（平成28年）
  - 2月29日 - 神鳥谷に小山警察署が新築移転。
  - 3月 - 小山地区定住自立圏（小山市・下野市・下都賀郡野木町・茨城県結城市の3市1町）の定住自立圏形成協定を関係市町行政で議決。
  - 4月7日 - 小山地区定住自立圏形成協定を下野市、野木町、茨城県結城市と締結[32]。
  - 小山市民病院が新小山市民病院（神鳥谷）として新築移転。
- 2017年（平成29年）
  - 2月13日 - ベースボール・チャレンジ・リーグに所属する栃木ゴールデンブレーブスのホームタウンに決定する。
  - 4月 - 栃木県内初の義務教育学校、小山市立絹義務教育学校が開校[33]。
  - 11月4日 - 市内初（栃木県内3局目）となるコミュニティFM（おーラジ）が開局。
- 2018年（平成30年）
  - 4月21日 - 国史跡摩利支天塚・ 琵琶塚古墳資料館が開館[34]。
  - 8月17日 -渡良瀬遊水地に飛来したコウノトリ「ひかる」に特別住民票を発行[35]。
- 2019年（平成31年）3月28日 - 「間々田のじゃがまいた」が国の重要無形民俗文化財に指定[36]。

#### 令和
- 2019年（令和元年）10月12日・13日 - 令和元年東日本台風により被害を受ける[37]。
- 2020年（令和2年）
  - 5月 - 渡良瀬遊水地コウノトリ交流館が開館[38]。
  - 6月6日 - 渡良瀬遊水地にて、野生繁殖によるコウノトリのひなが誕生[39]。
- 2021年（令和3年）
  - 5月6日 - 小山市役所新庁舎が開庁[40]。
  - 7月1日 - 小山市立体育館がオープン[41]。
- 2023年（令和5年）
  - 3月25日 - オーガニックビレッジ宣言[42]。
  - 10月1日 - ゼロカーボンシティ＆ネイチャーポジティブ宣言[43]。

### 関連図表
| 小山宿           | 宇都宮藩小山宿   | 宇都宮県小山宿   | 宇都宮県小山宿   | 栃木県小山宿     |
| 間々田宿         | 宇都宮藩間々田宿 | 宇都宮県間々田宿 | 宇都宮県間々田宿 | 栃木県間々田宿   |
| ○小薬村          | 大田原藩小薬村   | 大田原県小薬村   | 宇都宮県小薬村   | 栃木県小薬村     |
| 稲葉郷           | 日光県稲葉郷     | 日光県稲葉郷     | 栃木県稲葉郷     | 栃木県稲葉郷     |
| 雨ヶ谷村         | 日光県雨ヶ谷村   | 日光県雨ヶ谷村   | 栃木県雨ヶ谷村   | 栃木県雨ヶ谷村   |
| 大町新田（羽川） | 日光県大町新田   | 日光県大町新田   | 栃木県大町新田   | 栃木県大町新田   |
| 喜沢村           | 日光県喜沢村     | 日光県喜沢村     | 栃木県喜沢村     | 栃木県喜沢村     |
| 三拝河岸村       | 日光県三拝河岸村 | 日光県三拝河岸村 | 栃木県三拝河岸村 | 栃木県三拝河岸村 |
| 半田村           | 日光県半田村     | 日光県半田村     | 栃木県半田村     | 栃木県半田村     |
| 泉崎村           | 日光県泉崎村     | 日光県泉崎村     | 栃木県泉崎村     | 栃木県泉崎村     |
| 土塔村           | 日光県土塔村     | 日光県土塔村     | 栃木県土塔村     | 栃木県土塔村     |
| 犬塚村           | 日光県犬塚村     | 日光県犬塚村     | 栃木県犬塚村     | 栃木県犬塚村     |
| 中久喜村         | 日光県中久喜村   | 日光県中久喜村   | 栃木県中久喜村   | 栃木県中久喜村   |
| 中島村           | 日光県中島村     | 日光県中島村     | 栃木県中島村     | 栃木県中島村     |
| 鉢形村           | 日光県鉢形村     | 日光県鉢形村     | 栃木県鉢形村     | 栃木県鉢形村     |
| 下萱橋村         | 日光県下萱橋村   | 日光県下萱橋村   | 栃木県下萱橋村   | 栃木県下萱橋村   |
| 向野村           | 日光県向野村     | 日光県向野村     | 栃木県向野村     | 栃木県向野村     |
| 福良村           | 日光県福良村     | 日光県福良村     | 栃木県福良村     | 栃木県福良村     |
| 下福良村         | 日光県下福良村   | 日光県下福良村   | 栃木県下福良村   | 栃木県下福良村   |
| 中河原村         | 日光県中河原村   | 日光県中河原村   | 栃木県中河原村   | 栃木県中河原村   |
| 上梁村           | 日光県上梁村     | 日光県上梁村     | 栃木県上梁村     | 栃木県上梁村     |
| 下梁村           | 日光県下梁村     | 日光県下梁村     | 栃木県下梁村     | 栃木県下梁村     |
| 上高椅村         | 日光県上高椅村   | 日光県上高椅村   | 栃木県上高椅村   | 栃木県上高椅村   |
| 中高椅村         | 日光県中高椅村   | 日光県中高椅村   | 栃木県中高椅村   | 栃木県中高椅村   |
| 下高椅村         | 日光県下高椅村   | 日光県下高椅村   | 栃木県下高椅村   | 栃木県下高椅村   |
| 延島村           | 日光県延島村     | 日光県延島村     | 栃木県延島村     | 栃木県延島村     |
| 延島新田         | 日光県延島新田   | 日光県延島新田   | 栃木県延島新田   | 栃木県延島新田   |
| 船戸村           | 日光県船戸村     | 日光県船戸村     | 栃木県船戸村     | 栃木県船戸村     |
| 篠原村           | 日光県篠原村     | 日光県篠原村     | 栃木県篠原村     | 栃木県篠原村     |
| 乙女村           | 日光県乙女村     | 日光県乙女村     | 栃木県乙女村     | 栃木県乙女村     |
| 田間村           | 日光県田間村     | 日光県田間村     | 栃木県田間村     | 栃木県田間村     |
| 横倉村           | 日光県横倉村     | 日光県横倉村     | 栃木県横倉村     | 栃木県横倉村     |
| 横倉新田         | 日光県横倉新田   | 日光県横倉新田   | 栃木県横倉新田   | 栃木県横倉新田   |
| 塚崎村           | 日光県塚崎村     | 日光県塚崎村     | 栃木県塚崎村     | 栃木県塚崎村     |
| 東黒田新田       | 日光県東黒田新田 | 日光県東黒田新田 | 栃木県東黒田新田 | 栃木県東黒田新田 |
| 西黒田新田       | 日光県西黒田新田 | 日光県西黒田新田 | 栃木県西黒田新田 | 栃木県西黒田新田 |
| 白鳥村           | 日光県白鳥村     | 日光県白鳥村     | 栃木県白鳥村     | 栃木県白鳥村     |
| 下国府塚村       | 日光県下国府塚村 | 日光県下国府塚村 | 栃木県下国府塚村 | 栃木県下国府塚村 |
| 今里村           | 日光県今里村     | 日光県今里村     | 栃木県今里村     | 栃木県今里村     |
| 立木村           | 日光県立木村     | 日光県立木村     | 栃木県立木村     | 栃木県立木村     |
| 大行寺村         | 日光県大行寺村   | 日光県大行寺村   | 栃木県大行寺村   | 栃木県大行寺村   |
| 石ノ上村         | 日光県石ノ上村   | 日光県石ノ上村   | 栃木県石ノ上村   | 栃木県石ノ上村   |
| 塩沢村           | 日光県塩沢村     | 日光県塩沢村     | 栃木県塩沢村     | 栃木県塩沢村     |
| 黒本村           | 日光県黒本村     | 日光県黒本村     | 栃木県黒本村     | 栃木県黒本村     |
| 桶田村           | 日光県桶田村     | 日光県桶田村     | 栃木県桶田村     | 栃木県桶田村     |
| 岡村             | 日光県岡村       | 日光県岡村       | 栃木県岡村       | 栃木県岡村       |
| 松沼村           | 日光県松沼村     | 日光県松沼村     | 栃木県松沼村     | 栃木県松沼村     |
| 大内川村         | 日光県大内川村   | 日光県大内川村   | 栃木県大内川村   | 栃木県大内川村   |
| 荒川村           | 日光県荒川村     | 日光県荒川村     | 栃木県荒川村     | 栃木県荒川村     |
| 島田村           | 日光県島田村     | 日光県島田村     | 栃木県島田村     | 栃木県島田村     |
| 荒井村           | 日光県荒井村     | 日光県荒井村     | 栃木県荒井村     | 栃木県荒井村     |
| 向原新田         | 日光県向原新田   | 日光県向原新田   | 栃木県向原新田   | 栃木県向原新田   |
| 梁村新田         | 日光県梁村新田   | 日光県梁村新田   | 栃木県梁村新田   | 栃木県梁村新田   |
| ○上国府塚村      | 日光県上国府塚村 | 日光県上国府塚村 | 栃木県上国府塚村 | 栃木県上国府塚村 |
| ○卒島村          | 日光県卒島村     | 日光県卒島村     | 栃木県卒島村     | 栃木県卒島村     |
| ○下石塚村        | 日光県下石塚村   | 日光県下石塚村   | 栃木県下石塚村   | 栃木県下石塚村   |
| ○小薬村          | 日光県小薬村     | 日光県小薬村     | 栃木県小薬村     | 栃木県小薬村     |
| ○出井村          | 日光県出井村     | 日光県出井村     | 栃木県出井村     | 栃木県出井村     |
| ○飯田村          | 日光県飯田村     | 日光県飯田村     | 栃木県飯田村     | 栃木県飯田村     |
| 和泉新田         | 壬生藩和泉新田   | 壬生県和泉新田   | 栃木県和泉新田   | 栃木県和泉新田   |
| 武井村           | 壬生藩武井村     | 壬生県武井村     | 栃木県武井村     | 栃木県武井村     |
| 萩島村           | 壬生藩萩島村     | 壬生県萩島村     | 栃木県萩島村     | 栃木県萩島村     |
| 小宅村           | 壬生藩小宅村     | 壬生県小宅村     | 栃木県小宅村     | 栃木県小宅村     |
| 野田村           | 壬生藩野田村     | 壬生県野田村     | 栃木県野田村     | 栃木県野田村     |
| ○下石塚村        | 壬生藩下石塚村   | 壬生県下石塚村   | 栃木県下石塚村   | 栃木県下石塚村   |
| 神鳥谷村         | 結城藩神鳥谷村   | 結城県神鳥谷村   | 印旛県神鳥谷村   | 栃木県神鳥谷村   |
| 粟宮村           | 結城藩粟宮村     | 結城県粟宮村     | 印旛県粟宮村     | 栃木県粟宮村     |
| 千駄塚村         | 関宿藩千駄塚村   | 関宿県千駄塚村   | 印旛県千駄塚村   | 栃木県千駄塚村   |
| 上初田村         | 関宿藩上初田村   | 関宿県上初田村   | 印旛県上初田村   | 栃木県上初田村   |
| 間中村           | 関宿藩間中村     | 関宿県間中村     | 印旛県間中村     | 栃木県間中村     |
| ○卒島村          | 関宿藩卒島村     | 関宿県卒島村     | 印旛県卒島村     | 栃木県卒島村     |
| 飯田村           | 古河藩飯田村     | 古河県飯田村     | 印旛県飯田村     | 栃木県飯田村     |
| 飯田新田         | 古河藩飯田新田   | 古河県飯田新田   | 印旛県飯田新田   | 栃木県飯田新田   |
| 下生井村         | 古河藩下生井村   | 古河県下生井村   | 印旛県下生井村   | 栃木県下生井村   |
| 下初田村         | 古河藩下初田村   | 古河県下初田村   | 印旛県下初田村   | 栃木県下初田村   |
| 小林村           | 古河藩小林村     | 古河県小林村     | 印旛県小林村     | 栃木県小林村     |
| 大川島村         | 古河藩大川島村   | 古河県大川島村   | 印旛県大川島村   | 栃木県大川島村   |
| 上泉村           | 古河藩上泉村     | 古河県上泉村     | 印旛県上泉村     | 栃木県上泉村     |
| 下泉村           | 古河藩下泉村     | 古河県下泉村     | 印旛県下泉村     | 栃木県下泉村     |
| 押切村           | 古河藩押切村     | 古河県押切村     | 印旛県押切村     | 栃木県押切村     |
| 中里村           | 古河藩中里村     | 古河県中里村     | 印旛県中里村     | 栃木県中里村     |
| 鏡村             | 古河藩鏡村       | 古河県鏡村       | 印旛県鏡村       | 栃木県鏡村       |
| 網戸村           | 古河藩網戸村     | 古河県網戸村     | 印旛県網戸村     | 栃木県網戸村     |
| 馬場村           | 古河藩馬場村     | 古河県馬場村     | 印旛県馬場村     | 栃木県馬場村     |
| 楢木村           | 古河藩楢木村     | 古河県楢木村     | 印旛県楢木村     | 栃木県楢木村     |
| 生井新田         | 古河藩生井新田   | 古河県生井新田   | 印旛県生井新田   | 栃木県生井新田   |
| 上生井村         | 古河藩上生井村   | 古河県上生井村   | 印旛県上生井村   | 栃木県上生井村   |
| 迫間田村         | 古河藩迫間田村   | 古河県迫間田村   | 印旛県迫間田村   | 栃木県迫間田村   |
| 寒川村           | 古河藩寒川村     | 古河県寒川村     | 印旛県寒川村     | 栃木県寒川村     |
| 小袋村           | 古河藩小袋村     | 古河県小袋村     | 印旛県小袋村     | 栃木県小袋村     |
| 井岡村           | 古河藩井岡村     | 古河県井岡村     | 印旛県井岡村     | 栃木県井岡村     |
| 上河原田村       | 古河藩上河原田村 | 古河県上河原田村 | 印旛県上河原田村 | 栃木県上河原田村 |
| 下河原田村       | 古河藩下河原田村 | 古河県下河原田村 | 印旛県下河原田村 | 栃木県下河原田村 |
| ○上国府塚村      | 古河藩上国府塚村 | 古河県上国府塚村 | 印旛県上国府塚村 | 栃木県上国府塚村 |
| 上石塚村         | 下妻藩上石塚村   | 下妻県上石塚村   | 茨城県上石塚村   | 栃木県上石塚村   |
| 渋井村           | 下妻藩渋井村     | 下妻県渋井村     | 茨城県渋井村     | 栃木県渋井村     |
| ○出井村          | 下妻藩出井村     | 下妻県出井村     | 茨城県出井村     | 栃木県出井村     |
| ○卒島村          | 下妻藩卒島村     | 下妻県卒島村     | 茨城県卒島村     | 栃木県卒島村     |
| 山田村           | 秋田藩山田村     | 秋田県山田村     | 栃木県山田村     | 栃木県山田村     |
| 上萱橋村         | 秋田藩上萱橋村   | 秋田県上萱橋村   | 栃木県上萱橋村   | 栃木県上萱橋村   |
| ○飯田村          | 秋田藩飯田村     | 秋田県飯田村     | 栃木県飯田村     | 栃木県飯田村     |

○…二給以上の村
| 小山市の明治以降の合併 | 小山市の明治以降の合併           | 小山市の明治以降の合併       | 小山市の明治以降の合併       | 小山市の明治以降の合併                               | 小山市の明治以降の合併                               | 小山市の明治以降の合併              | 小山市の明治以降の合併       | 小山市の明治以降の合併 |
| 明治22年以前           | 明治22年4月1日                   | 明治22年 - 昭和19年          | 明治22年 - 昭和19年          | 昭和20年 - 昭和35年                                  | 昭和20年 - 昭和35年                                  | 昭和36年 - 昭和39年                 | 昭和40年 - 昭和64年          | 平成元年 - 現在        |
| ---------------------- | -------------------------------- | ---------------------------- | ---------------------------- | ---------------------------------------------------- | ---------------------------------------------------- | ----------------------------------- | ---------------------------- | ---------------------- |
| 小山町                 | 明治22年4月1日 下都賀郡 小山町   | 下都賀郡 小山町              | 下都賀郡 小山町              | 昭和29年3月31日 下都賀郡大谷村と合併 同日市制 小山市 | 昭和29年3月31日 下都賀郡大谷村と合併 同日市制 小山市 | 小山市                              | 小山市                       | 小山市                 |
| 神鳥谷村               | 明治22年4月1日 下都賀郡 小山町   | 下都賀郡 小山町              | 下都賀郡 小山町              | 昭和29年3月31日 下都賀郡大谷村と合併 同日市制 小山市 | 昭和29年3月31日 下都賀郡大谷村と合併 同日市制 小山市 | 小山市                              | 小山市                       | 小山市                 |
| 稲葉郷村               | 明治22年4月1日 下都賀郡 小山町   | 下都賀郡 小山町              | 下都賀郡 小山町              | 昭和29年3月31日 下都賀郡大谷村と合併 同日市制 小山市 | 昭和29年3月31日 下都賀郡大谷村と合併 同日市制 小山市 | 小山市                              | 小山市                       | 小山市                 |
| 雨ヶ谷村               | 明治22年4月1日 下都賀郡 大谷村   | 大谷村                       | 大谷村                       | 昭和29年3月31日 下都賀郡大谷村と合併 同日市制 小山市 | 昭和29年3月31日 下都賀郡大谷村と合併 同日市制 小山市 | 小山市                              | 小山市                       | 小山市                 |
| 塚崎村                 | 明治22年4月1日 下都賀郡 大谷村   | 大谷村                       | 大谷村                       | 昭和29年3月31日 下都賀郡大谷村と合併 同日市制 小山市 | 昭和29年3月31日 下都賀郡大谷村と合併 同日市制 小山市 | 小山市                              | 小山市                       | 小山市                 |
| 東野田村               | 明治22年4月1日 下都賀郡 大谷村   | 大谷村                       | 大谷村                       | 昭和29年3月31日 下都賀郡大谷村と合併 同日市制 小山市 | 昭和29年3月31日 下都賀郡大谷村と合併 同日市制 小山市 | 小山市                              | 小山市                       | 小山市                 |
| 南和泉村               | 明治22年4月1日 下都賀郡 大谷村   | 大谷村                       | 大谷村                       | 昭和29年3月31日 下都賀郡大谷村と合併 同日市制 小山市 | 昭和29年3月31日 下都賀郡大谷村と合併 同日市制 小山市 | 小山市                              | 小山市                       | 小山市                 |
| 武井村                 | 明治22年4月1日 下都賀郡 大谷村   | 大谷村                       | 大谷村                       | 昭和29年3月31日 下都賀郡大谷村と合併 同日市制 小山市 | 昭和29年3月31日 下都賀郡大谷村と合併 同日市制 小山市 | 小山市                              | 小山市                       | 小山市                 |
| 田間村                 | 明治22年4月1日 下都賀郡 大谷村   | 大谷村                       | 大谷村                       | 昭和29年3月31日 下都賀郡大谷村と合併 同日市制 小山市 | 昭和29年3月31日 下都賀郡大谷村と合併 同日市制 小山市 | 小山市                              | 小山市                       | 小山市                 |
| 横倉村                 | 明治22年4月1日 下都賀郡 大谷村   | 大谷村                       | 大谷村                       | 昭和29年3月31日 下都賀郡大谷村と合併 同日市制 小山市 | 昭和29年3月31日 下都賀郡大谷村と合併 同日市制 小山市 | 小山市                              | 小山市                       | 小山市                 |
| 犬塚村                 | 明治22年4月1日 下都賀郡 大谷村   | 大谷村                       | 大谷村                       | 昭和29年3月31日 下都賀郡大谷村と合併 同日市制 小山市 | 昭和29年3月31日 下都賀郡大谷村と合併 同日市制 小山市 | 小山市                              | 小山市                       | 小山市                 |
| 中久喜村               | 明治22年4月1日 下都賀郡 大谷村   | 大谷村                       | 大谷村                       | 昭和29年3月31日 下都賀郡大谷村と合併 同日市制 小山市 | 昭和29年3月31日 下都賀郡大谷村と合併 同日市制 小山市 | 小山市                              | 小山市                       | 小山市                 |
| 泉崎村                 | 明治22年4月1日 下都賀郡 大谷村   | 大谷村                       | 大谷村                       | 昭和29年3月31日 下都賀郡大谷村と合併 同日市制 小山市 | 昭和29年3月31日 下都賀郡大谷村と合併 同日市制 小山市 | 小山市                              | 小山市                       | 小山市                 |
| 土塔村                 | 明治22年4月1日 下都賀郡 大谷村   | 大谷村                       | 大谷村                       | 昭和29年3月31日 下都賀郡大谷村と合併 同日市制 小山市 | 昭和29年3月31日 下都賀郡大谷村と合併 同日市制 小山市 | 小山市                              | 小山市                       | 小山市                 |
| 雨ヶ谷新田             | 明治22年4月1日 下都賀郡 大谷村   | 大谷村                       | 大谷村                       | 昭和29年3月31日 下都賀郡大谷村と合併 同日市制 小山市 | 昭和29年3月31日 下都賀郡大谷村と合併 同日市制 小山市 | 小山市                              | 小山市                       | 小山市                 |
| 向原新田               | 明治22年4月1日 下都賀郡 大谷村   | 大谷村                       | 大谷村                       | 昭和29年3月31日 下都賀郡大谷村と合併 同日市制 小山市 | 昭和29年3月31日 下都賀郡大谷村と合併 同日市制 小山市 | 小山市                              | 小山市                       | 小山市                 |
| 横倉新田               | 明治22年4月1日 下都賀郡 大谷村   | 大谷村                       | 大谷村                       | 昭和29年3月31日 下都賀郡大谷村と合併 同日市制 小山市 | 昭和29年3月31日 下都賀郡大谷村と合併 同日市制 小山市 | 小山市                              | 小山市                       | 小山市                 |
| 間々田宿               | 明治22年4月1日 下都賀郡 間々田村 | 大正11年4月1日 町制 間々田町 | 大正11年4月1日 町制 間々田町 | 昭和30年4月25日 生井村を編入 間々田町                | 昭和31年9月30日 寒川村を編入 間々田町                | 昭和38年4月18日 間々田町を編入      | 小山市                       | 小山市                 |
| 乙女村                 | 明治22年4月1日 下都賀郡 間々田村 | 大正11年4月1日 町制 間々田町 | 大正11年4月1日 町制 間々田町 | 昭和30年4月25日 生井村を編入 間々田町                | 昭和31年9月30日 寒川村を編入 間々田町                | 昭和38年4月18日 間々田町を編入      | 小山市                       | 小山市                 |
| 南飯田村               | 明治22年4月1日 下都賀郡 間々田村 | 大正11年4月1日 町制 間々田町 | 大正11年4月1日 町制 間々田町 | 昭和30年4月25日 生井村を編入 間々田町                | 昭和31年9月30日 寒川村を編入 間々田町                | 昭和38年4月18日 間々田町を編入      | 小山市                       | 小山市                 |
| 平和村                 | 明治22年4月1日 下都賀郡 間々田村 | 大正11年4月1日 町制 間々田町 | 大正11年4月1日 町制 間々田町 | 昭和30年4月25日 生井村を編入 間々田町                | 昭和31年9月30日 寒川村を編入 間々田町                | 昭和38年4月18日 間々田町を編入      | 小山市                       | 小山市                 |
| 千駄塚村               | 明治22年4月1日 下都賀郡 間々田村 | 大正11年4月1日 町制 間々田町 | 大正11年4月1日 町制 間々田町 | 昭和30年4月25日 生井村を編入 間々田町                | 昭和31年9月30日 寒川村を編入 間々田町                | 昭和38年4月18日 間々田町を編入      | 小山市                       | 小山市                 |
| 粟ノ宮村               | 明治22年4月1日 下都賀郡 間々田村 | 大正11年4月1日 町制 間々田町 | 大正11年4月1日 町制 間々田町 | 昭和30年4月25日 生井村を編入 間々田町                | 昭和31年9月30日 寒川村を編入 間々田町                | 昭和38年4月18日 間々田町を編入      | 小山市                       | 小山市                 |
| 東黒田新田             | 明治22年4月1日 下都賀郡 間々田村 | 大正11年4月1日 町制 間々田町 | 大正11年4月1日 町制 間々田町 | 昭和30年4月25日 生井村を編入 間々田町                | 昭和31年9月30日 寒川村を編入 間々田町                | 昭和38年4月18日 間々田町を編入      | 小山市                       | 小山市                 |
| 西黒田新田             | 明治22年4月1日 下都賀郡 間々田村 | 大正11年4月1日 町制 間々田町 | 大正11年4月1日 町制 間々田町 | 昭和30年4月25日 生井村を編入 間々田町                | 昭和31年9月30日 寒川村を編入 間々田町                | 昭和38年4月18日 間々田町を編入      | 小山市                       | 小山市                 |
| 上生井村               | 明治22年4月1日 下都賀郡 生井村   | 生井村                       | 生井村                       | 昭和30年4月25日 生井村を編入 間々田町                | 昭和31年9月30日 寒川村を編入 間々田町                | 昭和38年4月18日 間々田町を編入      | 小山市                       | 小山市                 |
| 下生井村               | 明治22年4月1日 下都賀郡 生井村   | 生井村                       | 生井村                       | 昭和30年4月25日 生井村を編入 間々田町                | 昭和31年9月30日 寒川村を編入 間々田町                | 昭和38年4月18日 間々田町を編入      | 小山市                       | 小山市                 |
| 生良村                 | 明治22年4月1日 下都賀郡 生井村   | 生井村                       | 生井村                       | 昭和30年4月25日 生井村を編入 間々田町                | 昭和31年9月30日 寒川村を編入 間々田町                | 昭和38年4月18日 間々田町を編入      | 小山市                       | 小山市                 |
| 網戸村                 | 明治22年4月1日 下都賀郡 生井村   | 生井村                       | 生井村                       | 昭和30年4月25日 生井村を編入 間々田町                | 昭和31年9月30日 寒川村を編入 間々田町                | 昭和38年4月18日 間々田町を編入      | 小山市                       | 小山市                 |
| 楢木村                 | 明治22年4月1日 下都賀郡 生井村   | 生井村                       | 生井村                       | 昭和30年4月25日 生井村を編入 間々田町                | 昭和31年9月30日 寒川村を編入 間々田町                | 昭和38年4月18日 間々田町を編入      | 小山市                       | 小山市                 |
| 白鳥村                 | 明治22年4月1日 下都賀郡 生井村   | 生井村                       | 生井村                       | 昭和30年4月25日 生井村を編入 間々田町                | 昭和31年9月30日 寒川村を編入 間々田町                | 昭和38年4月18日 間々田町を編入      | 小山市                       | 小山市                 |
| 寒川村                 | 明治22年4月1日 下都賀郡 寒川村   | 寒川村                       | 寒川村                       | 寒川村                                               | 昭和31年9月30日 寒川村を編入 間々田町                | 昭和38年4月18日 間々田町を編入      | 小山市                       | 小山市                 |
| 中里村                 | 明治22年4月1日 下都賀郡 寒川村   | 寒川村                       | 寒川村                       | 寒川村                                               | 昭和31年9月30日 寒川村を編入 間々田町                | 昭和38年4月18日 間々田町を編入      | 小山市                       | 小山市                 |
| 鏡村                   | 明治22年4月1日 下都賀郡 寒川村   | 寒川村                       | 寒川村                       | 寒川村                                               | 昭和31年9月30日 寒川村を編入 間々田町                | 昭和38年4月18日 間々田町を編入      | 小山市                       | 小山市                 |
| 迫間田村               | 明治22年4月1日 下都賀郡 寒川村   | 寒川村                       | 寒川村                       | 寒川村                                               | 昭和31年9月30日 寒川村を編入 間々田町                | 昭和38年4月18日 間々田町を編入      | 小山市                       | 小山市                 |
| 押切村                 | 明治22年4月1日 下都賀郡 寒川村   | 寒川村                       | 寒川村                       | 寒川村                                               | 昭和31年9月30日 寒川村を編入 間々田町                | 昭和38年4月18日 間々田町を編入      | 小山市                       | 小山市                 |
| 萩島村                 | 明治22年4月1日 下都賀郡 穂積村   | 穂積村                       | 穂積村                       | 昭和30年2月11日 下都賀郡 美田村                      | 昭和30年2月11日 下都賀郡 美田村                      | 昭和38年4月18日 美田村を編入        | 小山市                       | 小山市                 |
| 大行寺村               | 明治22年4月1日 下都賀郡 穂積村   | 穂積村                       | 穂積村                       | 昭和30年2月11日 下都賀郡 美田村                      | 昭和30年2月11日 下都賀郡 美田村                      | 昭和38年4月18日 美田村を編入        | 小山市                       | 小山市                 |
| 上石塚村               | 明治22年4月1日 下都賀郡 穂積村   | 穂積村                       | 穂積村                       | 昭和30年2月11日 下都賀郡 美田村                      | 昭和30年2月11日 下都賀郡 美田村                      | 昭和38年4月18日 美田村を編入        | 小山市                       | 小山市                 |
| 下石塚村               | 明治22年4月1日 下都賀郡 穂積村   | 穂積村                       | 穂積村                       | 昭和30年2月11日 下都賀郡 美田村                      | 昭和30年2月11日 下都賀郡 美田村                      | 昭和38年4月18日 美田村を編入        | 小山市                       | 小山市                 |
| 上国府塚村             | 明治22年4月1日 下都賀郡 穂積村   | 穂積村                       | 穂積村                       | 昭和30年2月11日 下都賀郡 美田村                      | 昭和30年2月11日 下都賀郡 美田村                      | 昭和38年4月18日 美田村を編入        | 小山市                       | 小山市                 |
| 下国府塚村             | 明治22年4月1日 下都賀郡 穂積村   | 穂積村                       | 穂積村                       | 昭和30年2月11日 下都賀郡 美田村                      | 昭和30年2月11日 下都賀郡 美田村                      | 昭和38年4月18日 美田村を編入        | 小山市                       | 小山市                 |
| 石上村                 | 明治22年4月1日 下都賀郡 穂積村   | 穂積村                       | 穂積村                       | 昭和30年2月11日 下都賀郡 美田村                      | 昭和30年2月11日 下都賀郡 美田村                      | 昭和38年4月18日 美田村を編入        | 小山市                       | 小山市                 |
| 塩沢村                 | 明治22年4月1日 下都賀郡 穂積村   | 穂積村                       | 穂積村                       | 昭和30年2月11日 下都賀郡 美田村                      | 昭和30年2月11日 下都賀郡 美田村                      | 昭和38年4月18日 美田村を編入        | 小山市                       | 小山市                 |
| 間中村                 | 明治22年4月1日 下都賀郡 穂積村   | 穂積村                       | 穂積村                       | 昭和30年2月11日 下都賀郡 美田村                      | 昭和30年2月11日 下都賀郡 美田村                      | 昭和38年4月18日 美田村を編入        | 小山市                       | 小山市                 |
| 卒島村                 | 明治22年4月1日 下都賀郡 豊田村   | 豊田村                       | 豊田村                       | 昭和30年2月11日 下都賀郡 美田村                      | 昭和30年2月11日 下都賀郡 美田村                      | 昭和38年4月18日 美田村を編入        | 小山市                       | 小山市                 |
| 松沼村                 | 明治22年4月1日 下都賀郡 豊田村   | 豊田村                       | 豊田村                       | 昭和30年2月11日 下都賀郡 美田村                      | 昭和30年2月11日 下都賀郡 美田村                      | 昭和38年4月18日 美田村を編入        | 小山市                       | 小山市                 |
| 荒川村                 | 明治22年4月1日 下都賀郡 豊田村   | 豊田村                       | 豊田村                       | 昭和30年2月11日 下都賀郡 美田村                      | 昭和30年2月11日 下都賀郡 美田村                      | 昭和38年4月18日 美田村を編入        | 小山市                       | 小山市                 |
| 大本村                 | 明治22年4月1日 下都賀郡 豊田村   | 豊田村                       | 豊田村                       | 昭和30年2月11日 下都賀郡 美田村                      | 昭和30年2月11日 下都賀郡 美田村                      | 昭和38年4月18日 美田村を編入        | 小山市                       | 小山市                 |
| 小薬村                 | 明治22年4月1日 下都賀郡 豊田村   | 豊田村                       | 豊田村                       | 昭和30年2月11日 下都賀郡 美田村                      | 昭和30年2月11日 下都賀郡 美田村                      | 昭和38年4月18日 美田村を編入        | 小山市                       | 小山市                 |
| 小宅村                 | 明治22年4月1日 下都賀郡 豊田村   | 豊田村                       | 豊田村                       | 昭和30年2月11日 下都賀郡 美田村                      | 昭和30年2月11日 下都賀郡 美田村                      | 昭和38年4月18日 美田村を編入        | 小山市                       | 小山市                 |
| 黒本村                 | 明治22年4月1日 下都賀郡 豊田村   | 豊田村                       | 豊田村                       | 昭和30年2月11日 下都賀郡 美田村                      | 昭和30年2月11日 下都賀郡 美田村                      | 昭和38年4月18日 美田村を編入        | 小山市                       | 小山市                 |
| 島田村                 | 明治22年4月1日 下都賀郡 豊田村   | 豊田村                       | 豊田村                       | 昭和30年2月11日 下都賀郡 美田村                      | 昭和30年2月11日 下都賀郡 美田村                      | 昭和38年4月18日 美田村を編入        | 小山市                       | 小山市                 |
| 渋井村                 | 明治22年4月1日 下都賀郡 豊田村   | 豊田村                       | 豊田村                       | 昭和30年2月11日 下都賀郡 美田村                      | 昭和30年2月11日 下都賀郡 美田村                      | 昭和38年4月18日 美田村を編入        | 小山市                       | 小山市                 |
| 立木村                 | 明治22年4月1日 下都賀郡 豊田村   | 豊田村                       | 豊田村                       | 昭和30年2月11日 下都賀郡 美田村                      | 昭和30年2月11日 下都賀郡 美田村                      | 昭和38年4月18日 美田村を編入        | 小山市                       | 小山市                 |
| 今里村                 | 明治22年4月1日 下都賀郡 豊田村   | 豊田村                       | 豊田村                       | 昭和30年2月11日 下都賀郡 美田村                      | 昭和30年2月11日 下都賀郡 美田村                      | 昭和38年4月18日 美田村を編入        | 小山市                       | 小山市                 |
| 上初田村               | 明治22年4月1日 下都賀郡 豊田村   | 豊田村                       | 豊田村                       | 昭和30年2月11日 下都賀郡 美田村                      | 昭和30年2月11日 下都賀郡 美田村                      | 昭和38年4月18日 美田村を編入        | 小山市                       | 小山市                 |
| 下初田村               | 明治22年4月1日 下都賀郡 中村     | 中村                         | 中村                         | 昭和30年2月11日 下都賀郡 美田村                      | 昭和30年2月11日 下都賀郡 美田村                      | 昭和38年4月18日 美田村を編入        | 小山市                       | 小山市                 |
| 大川島村               | 明治22年4月1日 下都賀郡 中村     | 中村                         | 中村                         | 昭和30年2月11日 下都賀郡 美田村                      | 昭和30年2月11日 下都賀郡 美田村                      | 昭和38年4月18日 美田村を編入        | 小山市                       | 小山市                 |
| 南小林村               | 明治22年4月1日 下都賀郡 中村     | 中村                         | 中村                         | 昭和30年2月11日 下都賀郡 美田村                      | 昭和30年2月11日 下都賀郡 美田村                      | 昭和38年4月18日 美田村を編入        | 小山市                       | 小山市                 |
| 上泉村                 | 明治22年4月1日 下都賀郡 中村     | 中村                         | 中村                         | 昭和30年2月11日 下都賀郡 美田村                      | 昭和30年2月11日 下都賀郡 美田村                      | 昭和38年4月18日 美田村を編入        | 小山市                       | 小山市                 |
| 下泉村                 | 明治22年4月1日 下都賀郡 中村     | 中村                         | 中村                         | 昭和30年2月11日 下都賀郡 美田村                      | 昭和30年2月11日 下都賀郡 美田村                      | 昭和38年4月18日 美田村を編入        | 小山市                       | 小山市                 |
| 上河原田村             | 明治22年4月1日 下都賀郡 中村     | 中村                         | 中村                         | 昭和30年2月11日 下都賀郡 美田村                      | 昭和30年2月11日 下都賀郡 美田村                      | 昭和38年4月18日 美田村を編入        | 小山市                       | 小山市                 |
| 下河原田村             | 明治22年4月1日 下都賀郡 中村     | 中村                         | 中村                         | 昭和30年2月11日 下都賀郡 美田村                      | 昭和30年2月11日 下都賀郡 美田村                      | 昭和38年4月18日 美田村を編入        | 小山市                       | 小山市                 |
| 小袋村                 | 明治22年4月1日 下都賀郡 中村     | 中村                         | 中村                         | 昭和30年2月11日 下都賀郡 美田村                      | 昭和30年2月11日 下都賀郡 美田村                      | 昭和38年4月18日 美田村を編入        | 小山市                       | 小山市                 |
| 井岡村                 | 明治22年4月1日 下都賀郡 中村     | 中村                         | 中村                         | 昭和30年2月11日 下都賀郡 美田村                      | 昭和30年2月11日 下都賀郡 美田村                      | 昭和38年4月18日 美田村を編入        | 小山市                       | 小山市                 |
| 羽川宿                 | 明治22年4月1日 下都賀郡 桑村     | 桑村                         | 桑村                         | 昭和31年9月30日 下都賀郡 桑絹村                      | 昭和31年9月30日 下都賀郡 桑絹村                      | 昭和36年7月1日 町制 下都賀郡 桑絹町 | 昭和40年9月30日 桑絹町を編入 | 小山市                 |
| 南半田村               | 明治22年4月1日 下都賀郡 桑村     | 桑村                         | 桑村                         | 昭和31年9月30日 下都賀郡 桑絹村                      | 昭和31年9月30日 下都賀郡 桑絹村                      | 昭和36年7月1日 町制 下都賀郡 桑絹町 | 昭和40年9月30日 桑絹町を編入 | 小山市                 |
| 飯塚新田               | 明治22年4月1日 下都賀郡 桑村     | 桑村                         | 桑村                         | 昭和31年9月30日 下都賀郡 桑絹村                      | 昭和31年9月30日 下都賀郡 桑絹村                      | 昭和36年7月1日 町制 下都賀郡 桑絹町 | 昭和40年9月30日 桑絹町を編入 | 小山市                 |
| 三拝川岸村             | 明治22年4月1日 下都賀郡 桑村     | 桑村                         | 桑村                         | 昭和31年9月30日 下都賀郡 桑絹村                      | 昭和31年9月30日 下都賀郡 桑絹村                      | 昭和36年7月1日 町制 下都賀郡 桑絹町 | 昭和40年9月30日 桑絹町を編入 | 小山市                 |
| 喜沢村                 | 明治22年4月1日 下都賀郡 桑村     | 桑村                         | 桑村                         | 昭和31年9月30日 下都賀郡 桑絹村                      | 昭和31年9月30日 下都賀郡 桑絹村                      | 昭和36年7月1日 町制 下都賀郡 桑絹町 | 昭和40年9月30日 桑絹町を編入 | 小山市                 |
| 荒井村                 | 明治22年4月1日 下都賀郡 桑村     | 桑村                         | 桑村                         | 昭和31年9月30日 下都賀郡 桑絹村                      | 昭和31年9月30日 下都賀郡 桑絹村                      | 昭和36年7月1日 町制 下都賀郡 桑絹町 | 昭和40年9月30日 桑絹町を編入 | 小山市                 |
| 出井村                 | 明治22年4月1日 下都賀郡 桑村     | 桑村                         | 桑村                         | 昭和31年9月30日 下都賀郡 桑絹村                      | 昭和31年9月30日 下都賀郡 桑絹村                      | 昭和36年7月1日 町制 下都賀郡 桑絹町 | 昭和40年9月30日 桑絹町を編入 | 小山市                 |
| 鉢形村                 | 明治22年4月1日 下都賀郡 桑村     | 桑村                         | 桑村                         | 昭和31年9月30日 下都賀郡 桑絹村                      | 昭和31年9月30日 下都賀郡 桑絹村                      | 昭和36年7月1日 町制 下都賀郡 桑絹町 | 昭和40年9月30日 桑絹町を編入 | 小山市                 |
| 東山田村               | 明治22年4月1日 下都賀郡 桑村     | 桑村                         | 桑村                         | 昭和31年9月30日 下都賀郡 桑絹村                      | 昭和31年9月30日 下都賀郡 桑絹村                      | 昭和36年7月1日 町制 下都賀郡 桑絹町 | 昭和40年9月30日 桑絹町を編入 | 小山市                 |
| 北飯田村               | 明治22年4月1日 下都賀郡 桑村     | 桑村                         | 桑村                         | 昭和31年9月30日 下都賀郡 桑絹村                      | 昭和31年9月30日 下都賀郡 桑絹村                      | 昭和36年7月1日 町制 下都賀郡 桑絹町 | 昭和40年9月30日 桑絹町を編入 | 小山市                 |
| 萱橋村                 | 明治22年4月1日 下都賀郡 桑村     | 桑村                         | 桑村                         | 昭和31年9月30日 下都賀郡 桑絹村                      | 昭和31年9月30日 下都賀郡 桑絹村                      | 昭和36年7月1日 町制 下都賀郡 桑絹町 | 昭和40年9月30日 桑絹町を編入 | 小山市                 |
| 向野村                 | 明治22年4月1日 下都賀郡 桑村     | 桑村                         | 桑村                         | 昭和31年9月30日 下都賀郡 桑絹村                      | 昭和31年9月30日 下都賀郡 桑絹村                      | 昭和36年7月1日 町制 下都賀郡 桑絹町 | 昭和40年9月30日 桑絹町を編入 | 小山市                 |
| 福良村                 | 明治22年4月1日 下都賀郡 絹村     | 絹村                         | 絹村                         | 昭和31年9月30日 下都賀郡 桑絹村                      | 昭和31年9月30日 下都賀郡 桑絹村                      | 昭和36年7月1日 町制 下都賀郡 桑絹町 | 昭和40年9月30日 桑絹町を編入 | 小山市                 |
| 高椅村                 | 明治22年4月1日 下都賀郡 絹村     | 絹村                         | 絹村                         | 昭和31年9月30日 下都賀郡 桑絹村                      | 昭和31年9月30日 下都賀郡 桑絹村                      | 昭和36年7月1日 町制 下都賀郡 桑絹町 | 昭和40年9月30日 桑絹町を編入 | 小山市                 |
| 梁村                   | 明治22年4月1日 下都賀郡 絹村     | 絹村                         | 絹村                         | 昭和31年9月30日 下都賀郡 桑絹村                      | 昭和31年9月30日 下都賀郡 桑絹村                      | 昭和36年7月1日 町制 下都賀郡 桑絹町 | 昭和40年9月30日 桑絹町を編入 | 小山市                 |
| 中河原村               | 明治22年4月1日 下都賀郡 絹村     | 絹村                         | 絹村                         | 昭和31年9月30日 下都賀郡 桑絹村                      | 昭和31年9月30日 下都賀郡 桑絹村                      | 昭和36年7月1日 町制 下都賀郡 桑絹町 | 昭和40年9月30日 桑絹町を編入 | 小山市                 |
| 中島村                 | 明治22年4月1日 下都賀郡 絹村     | 絹村                         | 絹村                         | 昭和31年9月30日 下都賀郡 桑絹村                      | 昭和31年9月30日 下都賀郡 桑絹村                      | 昭和36年7月1日 町制 下都賀郡 桑絹町 | 昭和40年9月30日 桑絹町を編入 | 小山市                 |
| 延島村                 | 明治22年4月1日 下都賀郡 絹村     | 絹村                         | 絹村                         | 昭和31年9月30日 下都賀郡 桑絹村                      | 昭和31年9月30日 下都賀郡 桑絹村                      | 昭和36年7月1日 町制 下都賀郡 桑絹町 | 昭和40年9月30日 桑絹町を編入 | 小山市                 |
| 延島新田               | 明治22年4月1日 下都賀郡 絹村     | 絹村                         | 絹村                         | 昭和31年9月30日 下都賀郡 桑絹村                      | 昭和31年9月30日 下都賀郡 桑絹村                      | 昭和36年7月1日 町制 下都賀郡 桑絹町 | 昭和40年9月30日 桑絹町を編入 | 小山市                 |
| 田川村                 | 明治22年4月1日 下都賀郡 絹村     | 絹村                         | 絹村                         | 昭和31年9月30日 下都賀郡 桑絹村                      | 昭和31年9月30日 下都賀郡 桑絹村                      | 昭和36年7月1日 町制 下都賀郡 桑絹町 | 昭和40年9月30日 桑絹町を編入 | 小山市                 |

### 平成の大合併
『平成の大合併』では1998年3月18日に隣接する栃木市と2市での法定協議会設置を求める住民発議について、2市が可決。その後、栃木市と1998年4月1日に法定協議会「栃木市・小山市合併協議会」を設置したが、それぞれの周辺市町との合併が優先課題として合併協議会は2000年6月30日に休止された。

## 人口

### 人口分布図
| |                                        |  |
| 小山市と全国の年齢別人口分布（2005年） | 小山市の年齢・男女別人口分布（2005年） |  |
| ■紫色 ― 小山市 ■緑色 ― 日本全国 | ■青色 ― 男性 ■赤色 ― 女性              |  |
| 小山市（に相当する地域）の人口の推移 \| 1970年（昭和45年） \| 105,351人 \| \| \| 1975年（昭和50年） \| 120,264人 \| \| \| 1980年（昭和55年） \| 127,226人 \| \| \| 1985年（昭和60年） \| 134,242人 \| \| \| 1990年（平成2年） \| 142,262人 \| \| \| 1995年（平成7年） \| 150,115人 \| \| \| 2000年（平成12年） \| 155,198人 \| \| \| 2005年（平成17年） \| 160,150人 \| \| \| 2010年（平成22年） \| 164,454人 \| \| \| 2015年（平成27年） \| 166,760人 \| \| \| 2020年（令和2年） \| 166,666人 \| \| |                                        |  |
| 総務省統計局 国勢調査より |                                        |  |
| 1970年（昭和45年） | 105,351人                              |  |
| 1975年（昭和50年） | 120,264人                              |  |
| 1980年（昭和55年） | 127,226人                              |  |
| 1985年（昭和60年） | 134,242人                              |  |
| 1990年（平成2年） | 142,262人                              |  |
| 1995年（平成7年） | 150,115人                              |  |
| 2000年（平成12年） | 155,198人                              |  |
| 2005年（平成17年） | 160,150人                              |  |
| 2010年（平成22年） | 164,454人                              |  |
| 2015年（平成27年） | 166,760人                              |  |
| 2020年（令和2年） | 166,666人                              |  |

### 人口推移
- 1920年（大正9年） - 52,163人
- 1930年（昭和5年） - 57,959人
- 1947年（昭和22年） - 82,116人
- 1950年（昭和25年） - 82,880人（764増）
- 1955年（昭和30年） - 83,758人（878増）
- 1960年（昭和35年） - 83,455人（303減）
- 1965年（昭和40年） - 90,632人（6,874増）
- 1970年（昭和45年） - 105,346人（14,714増）
- 1975年（昭和50年） - 120,264人（14,918増）
- 1980年（昭和55年） - 127,226人（6,962増）
- 1985年（昭和60年） - 134,242人（7,016増）
- 1990年（平成2年） - 142,263人（8,021増）
- 1995年（平成7年） - 150,115人（7,852増）
- 2000年（平成12年） - 155,198人（5,083増）
- 2005年（平成17年） - 160,150人（4,952増）
- 2010年（平成22年） - 164,454人(4,304増)
- 2015年（平成27年） - 166,760人（2,306増）
- 2020年（令和2年） - 166,666人（94減）

※1…人口は各年の10月1日現在（国勢調査による）
※2…1965年（昭和40年）以前は現市域の自治体の人口の合計で計算。

#### 外国人登録者
小山市の外国人登録者数は約5,200人であり、その多くはブラジル人やペルー人である。

### 15歳以上就業者について
当地に常住する15歳以上就業者は78,582人。うち他市区町村で従業している者は29,148人と、全体の37.1%である。
他市区町村への就業先1位は栃木市（旧上都賀郡西方町及び旧下都賀郡岩舟町を除く）の3,829人、2位は東京都特別区部の3,289人、3位は宇都宮市の2,927人、4位は下野市の2,722人、5位は茨城県結城市の2,439人、6位は茨城県古河市の2,130人、7位は下都賀郡野木町の1,389人、8位は茨城県筑西市の1,192人、9位は埼玉県さいたま市の888人、10位は佐野市の816人。
他市区町村からの当地への就業者は、28,811人。就学者を含めた昼夜間人口は、ほぼ同数である。
※平成22年国勢調査による

## 行政
- 市長：浅野正富（2020年7月31日就任、2期目）

### 歴代首長
| 代（通算） | 氏名       | 就任年月   | 退任年月   | 備考 |
| ---------- | ---------- | ---------- | ---------- | ---- |
| 初代       | 福田定吉   | 1889年5月  | 1889年7月  |      |
| 2          | 天野為三郎 | 1889年8月  | 1893年8月  |      |
| 3          | 塚原欣次郎 | 1893年8月  | 1894年6月  |      |
| 4          | 田村達三郎 | 1894年6月  | 1899年8月  |      |
| 5          | 福田定吉   | 1899年8月  | 1907年12月 |      |
| 6          | 早乙女源吉 | 1907年12月 | 1908年12月 |      |
| 7          | 渡辺常作   | 1908年12月 | 1915年12月 |      |
| 8          | 塚原善四郎 | 1915年12月 | 1919年12月 |      |
| 9          | 沼部信介   | 1919年6月  | 1923年12月 |      |
| 10         | 小野塚久平 | 1923年12月 | 1927年12月 |      |
| 11         | 新井安二郎 | 1927年12月 | 1931年3月  |      |
| 12         | 永山宗太郎 | 1931年4月  | 1932年3月  |      |
| 13         | 塚原善四郎 | 1932年5月  | 1936年5月  |      |
| 14         | 佐藤次郎   | 1936年6月  | 1944年6月  |      |
| 15         | 江部順治   | 1944年9月  | 1946年3月  |      |
| 16         | 高崎秀雄   | 1946年3月  | 1954年3月  |      |

| 代（通算） | 氏名       | 就任年月      | 退任年月      | 備考                   |
| ---------- | ---------- | ------------- | ------------- | ---------------------- |
| 初代       | 山中泰輔   | 1954年3月     | 1970年4月     |                        |
| 2          | 栗田政夫   | 1970年4月     | 1984年9月     |                        |
| 3          | 小林武夫   | 1984年10月    | 1988年6月11日 | 収賄容疑で逮捕され辞職 |
| 4          | 船田章     | 1988年7月31日 | 2000年7月30日 |                        |
| 5          | 大久保寿夫 | 2000年7月31日 | 2020年7月30日 |                        |
| 6          | 浅野正富   | 2020年7月31日 | 現職          |                        |

### 出張所
| 出張所名         | 住所                                             | 概要 |
| ---------------- | ------------------------------------------------ | --- |
| 大谷出張所       | 大字横倉499番地6（大谷市民交流センター内）       | 旧大谷村役場。昭和29年3月31日大谷支所、昭和38年4月18日現名称。令和6年5月6日現在地に移転                                        |
| 間々田出張所     | 大字間々田1960番地1（間々田市民交流センター内）  | 移転前は旧間々田町役場。昭和38年4月18日間々田支所、昭和46年4月1日機構改革により現名称。平成21年4月4日現在地に移転              |
| 生井出張所       | 大字生良1054番地2                                | 旧生井村役場。昭和30年4月25日間々田町役場生井支所、昭和38年4月18日現名称                                                       |
| 寒川出張所       | 大字中里869番地1                                 | 旧寒川村役場。昭和31年9月30日間々田町役場寒川支所、昭和38年4月18日現名称                                                       |
| 豊田出張所       | 大字松沼467番地                                  | 旧豊田村役場→旧美田村役場。昭和38年4月18日美田支所、昭和46年4月1日機構改革により現名称                                         |
| 中出張所         | 大字下河原田864番地                              | 旧中村役場。昭和30年2月11日美田村役場中支所、昭和38年4月18日現名称                                                             |
| 穂積出張所       | 大字萩島61番地                                   | 旧穂積村役場。昭和30年2月11日美田村役場穂積支所、昭和38年4月18日現名称                                                         |
| 桑出張所         | 大字羽川858番地1（桑市民交流センター内）         | 旧桑村役場→旧桑絹村役場→旧桑絹町役場。昭和40年9月30日桑絹支所、昭和46年4月1日機構改革により現名称。平成28年3月28日現在地に移転 |
| 絹出張所         | 大字福良1119番地1                                | 旧絹村役場。昭和31年9月30日桑絹町役場絹支所。昭和40年9月30日現名称                                                             |
| 小山東出張所     | 犬塚3丁目1番地3                                  | 平成8年10月1日、旧栃の葉会館跡に開設                                                                                           |
| 小山城南出張所   | 東城南4丁目1番地12（小山城南市民交流センター内） | 平成25年4月1日現在地に開設 |
| 生涯学習センター | 中央町3丁目7番1号 ロブレ6階                      | 平成6年6月9日、駅前再開発ビルロブレ開業に合わせ開設                                                                            |

注）生涯学習センターの市民課関係窓口業務は住民票の写し、印鑑登録証明書、記載事項証明書の発行のみ。

### 警察
- 栃木県警察小山警察署
  - 小山駅交番
  - 城南交番
  - 城東交番
  - 間々田駅前交番
  - 喜沢交番
  - 犬塚交番
  - 若木交番
  - 東野田駐在所
  - 生井駐在所
  - 鉢形駐在所
  - 福良駐在所
  - 中駐在所
  - 穂積駐在所
  - 豊田駐在所

### 消防
小山市消防本部が小山市及び野木町（事務委託）を管轄している。庁舎は2013年（平成25年）9月17日に小山環状線沿いの大字神鳥谷地内に新築移転。
他に、大谷、間々田、豊田、桑、野木（野木町）の各分署がある。

### 小山地区定住自立圏構想
小山市は2015年6月29日の小山市議会定例会において、小山市、下野市、野木町及び茨城県結城市からなる「小山地区定住自立圏構想」を説明し、小山市をその中心市とする宣言を行った。2016年3月、各関係市町議会で定住自立圏形成協定を可決。今後、定住自立圏共生ビジョンを策定する予定。

### 県出先機関
小山市内には栃木県の出先機関として以下のものがある。
- 栃木県庁小山庁舎（犬塚）
  - 小山環境管理事務所
  - 県南健康福祉センター
  - 小山県民相談室
  - 栃木土木事務所小山詰所
- 栃木県立県南体育館（外城）
- 栃木県立温水プール館（外城）
- 栃木県紬織物技術支援センター（福良）

なお、県税事務は栃木県税事務所、教育行政は下都賀教育事務所・県南児童相談所、農政は下都賀農業振興事務所、建設は栃木土木事務所（いずれも栃木市所在）の管轄となっている。

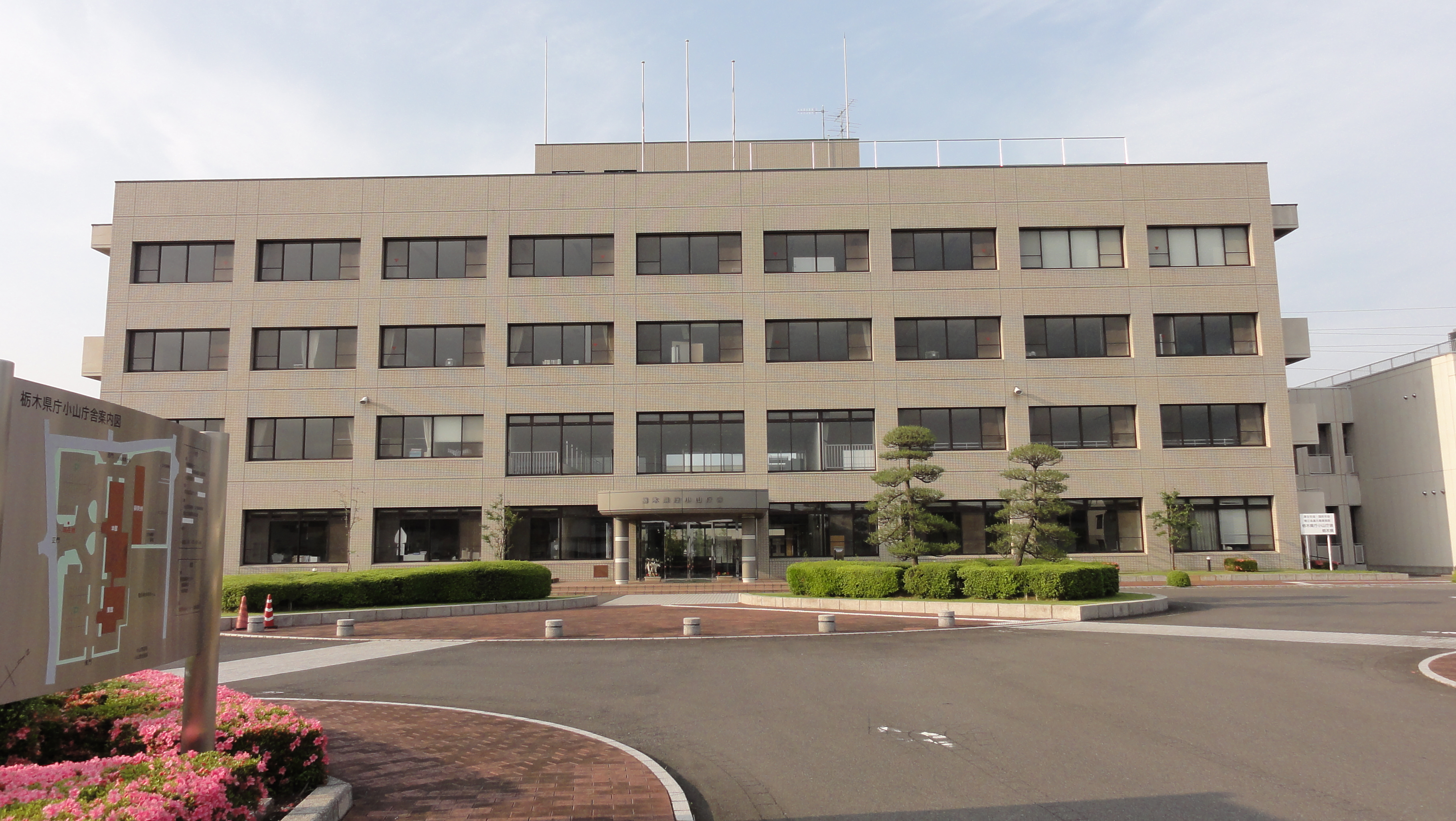
栃木県庁小山庁舎（2011年6月）

## 議会

### 県議会
- 選挙区：小山市・野木町選挙区
- 定数：5人
- 投票日：2023年4月9日
- 当日有権者数：154,978人
- 投票率：41.34％

| 候補者名 | 当落 | 年齢 | 所属党派   | 新旧別 | 得票数   |
| -------- | ---- | ---- | ---------- | ------ | -------- |
| 白石資隆 | 当   | 47   | 自由民主党 | 現     | 13,060票 |
| 中屋大   | 当   | 44   | 無所属     | 現     | 10,115票 |
| 西村眞治 | 当   | 61   | 公明党     | 現     | 8,972票  |
| 大木英憲 | 当   | 42   | 自由民主党 | 新     | 8,288票  |
| 板橋一好 | 当   | 82   | 自由民主党 | 現     | 7,674票  |
| 平田廣一 | 落   | 43   | 無所属     | 新     | 7,363票  |
| 大橋勇太 | 落   | 46   | 無所属     | 新     | 4,182票  |
| 小鹿翔矢 | 落   | 39   | 無所属     | 新     | 3,400票  |

### 衆議院
- 選挙区：栃木4区（小山市、真岡市、下野市、芳賀郡、下都賀郡）
- 投票日：2024年10月27日
- 当日有権者数：353,065人
- 投票率：52.59％

| 当落 | 候補者名 | 年齢 | 所属党派   | 新旧別 | 得票数   | 重複 |
| ---- | -------- | ---- | ---------- | ------ | -------- | ---- |
| 当   | 藤岡隆雄 | 47   | 立憲民主党 | 前     | 96,573票 | ○    |
| 比当 | 佐藤勉   | 72   | 自由民主党 | 前     | 75,260票 | ○    |
|      | 川上均   | 68   | 日本共産党 | 新     | 8,985票  |      |

## 経済
年間商品販売額（万円）（2014年）
38,266,382 （県内第2位）
小売業売場面積（m2）（2014年）
220,130 （県内第2位）
製造品出荷額（百万円）（2014年）
81,388,729 （県内第2位）
農業産出額（千万円）（2005年）
1,419 （栃木県全体の5.18%=県内第5位）
耕地面積（ha）（2005年）
8,330 （栃木県全体の6.40%=県内第4位）

### 農業
Tochigi Agrinet によると、2002年（平成14年）に、小山市は県内でかんぴょうは第2位（43ha,11%）、繭は第1位（21t, 38%）、落花生は第3位（15ha, 8%）の作付または生産を記録している。
また、全国一のハトムギの生産地（2009年、110ha、440t） となっていて、道の駅思川では小山産のハトムギと塩谷町にある尚仁沢湧水とを使ったハトムギ茶を販売している。小麦「イワイノダイチ」の栽培が盛んで、それを用いたうどんの普及に力を入れており、「小山うどん」を地元に愛される名物料理として全国にアピールしようと「開運小山うどん会」が2011年に設立された。
- 小山地域情報検索
- おやまブランド応援団
- JAおやま（小山農業協同組合）

### 工業

#### 工業団地
- 小山工業団地
- 小山第二工業団地
- 小山第三工業団地・小山流通工業団地
- 小山外城工業団地
- 小山梁工業団地
- 小山東部工業団地
- 小山南工業団地
- 小山第四工業団地
- 小山東工業団地

#### 製造業
- コマツ（ディーゼルエンジン・油圧機器）
- コマツユーティリティ（フォークリフト）
- 三和シヤッター工業（シャッター・ドアー・鋼製建具）
- レゾナック（アルミ事業）
- 東光高岳（変圧器）
- 東京鐵鋼（電気炉による特殊鋼製造）
- 東京鋼鐵（電気炉による特殊鋼製造）
- 大陽日酸（旧日本酸素）（高圧ガス製造）
- 富士通（ネットワーク機器）
- デンソーテン（自動車用電子機器・インフォテインメント機器の製造）旧・富士通テン
- オリジン電気（半導体デバイス・精密機構部品）
- 古河機械金属（運搬機械設備・環境機械設備など）
- UACJ押出加工小山（アルミ押出・鋳物・鍛造、UACJの子会社）
- 文化シヤッター（シャッター・エクステリア製品）
- 森永製菓（キャラメル、チョコボール、エンゼルパイ、森永製菓小山工場が初代チョコボールを生産）
- 日成ビルド工業（立体駐車場など）
- 日本起重機製作所（跨型クレーン）
- 巴コーポレーション（橋梁・鉄塔・鉄骨）
- 小平産業（特装車）

### 商業
購買力のある豊富な労働人口と交通の結節点である鉄道・道路網の存在を背景として、小山駅東口周辺及び旧市街地縁辺部に大規模商業施設が立地している。
また、イオンモールやおやまゆうえんハーヴェストウォーク、国道50号沿線や城東地区のロードサイド店など旧市街地縁辺部にも商業施設が立地するなど活況を帯びている。
特に小山駅東口に立地していた工場の撤退や移転に伴う再開発で、近年は駅東口の発展が目覚ましい。小山駅東西自由通路の完成を皮切りに駅ビルや駅ナカへの商業集積が著しく、2013年3月には小山駅駅ナカのDilaが開業するなど、鉄道駅への回帰を目指す動きもあり、このため小山駅西口の商店街の規模が縮小しつつある。小山市は小山駅西口に再開発マンションの誘致、市街地の高層化を促進するなど、小山駅西口のにぎわいを取り戻すため対策を行っている。
一方で、市南部の間々田駅周辺では、旧来の商店街が衰退したものの、複数のスーパーマーケットの立地によりにぎわいを取り戻しつつある。

#### 市場
- 栃木県南公設地方卸売市場

周辺の小山市、栃木市、下野市、壬生町、野木町の3市2町により組織される組合によって運営されている。

#### 駅ビル・駅ナカ
- VAL小山（小山駅ビル）
- Dila小山（駅ナカ）
- ロブレ

#### ショッピングモール
- おやまゆうえんハーヴェストウォーク
- イオンモール小山

### 通信・放送
- KDDI（小山ネットワークセンター）
- テレビ小山放送（CATV）

### 伝統工芸
- 結城紬
- 間々田紐（組み紐）
- 下野しぼり
- 下野人形（しもつけひとがた）

### 経済団体
- 小山商工会議所
- 小山市おもいがわ商工会
- 『まちの駅・思季彩館』 - アンテナショップ

## 姉妹都市・友好都市

### 姉妹都市・友好都市
- 紹興市（中国・浙江省）：2010年10月22日、友好交流関係都市調印
- 本溪市（中国・遼寧省）：2014年10月26日、友好交流関係都市調印
- オーストラリア・ケアンズ市：2006年5月15日、姉妹都市協定締結
- 茨城県結城市：2014年10月2日、友好都市協定締結[50][51][52]、県境で接する自治体同士の友好都市は全国初

### 協定
- 台湾・高雄市教育局・経済発展局：2017年「友好協力に関する提案書」に調印[10]。
- 茨城県結城市・栃木県下野市・野木町：2016年4月7日「小山地区定住自立圏形成協定」を締結[32]。

### 災害時相互応援協定締結都市
- 個別に相互応援協定を結んでいる自治体
  - 東京都葛飾区 1996年11月13日締結
  - 茨城県結城市 2010年3月29日締結
  - 宮城県大崎市 2011年11月3日締結
  - 群馬県富岡市 2014年10月26日締結
  - 東京都世田谷区 2014年10月26日締結
  - 兵庫県豊岡市 2016年3月1日締結
  - 茨城県笠間市 2017年3月22日締結
  - 埼玉県鴻巣市 2019年1月21日締結
  - 千葉県いすみ市 2019年5月14日締結

- 自治体間相互の協定(小山市を含む5自治体) 2014年10月26日締結
  - 兵庫県西宮市
  - 静岡県富士宮市
  - 福井県あわら市
  - 富山県南砺市

- 自治体間相互の協定(小山市を含む7自治体) 2016年3月18日締結
  - 茨城県日立市
  - 埼玉県新座市
  - 愛知県豊川市
  - 愛知県西尾市
  - 東京都東村山市 2018年6月1日加入
  - 愛知県安城市 2018年11月1日加入

- 自治体間相互の協定（関東どまんなか）2017年10月16日締結
  - 茨城県古河市
  - 栃木県栃木市
  - 埼玉県加須市
  - 栃木県野木町
  - 群馬県板倉町

このほか、栃木県内各市町との相互応援協定がある。

## 地域

### 町名一覧
地区分けは小山市ホームページの栃木県小山市大字町丁名別世帯数および人口推計(毎月1日)における10地区分けに基づく。

#### 小山地区
- 大字稲葉郷
- 駅東通り1-3丁目
- 駅南町1-6丁目
- 大字小山
- 神山1-2丁目
- 城北1-6丁目
- 城山町1-3丁目
- 神明町1-2丁目
- 中央町1-3丁目
- 天神町1-2丁目
- 大字外城
- 西城南1-7丁目
- 花垣町1-2丁目
- 東城南1-5丁目
- 大字神鳥谷
- 神鳥谷1-6丁目
- 粟宮1-2丁目
- 本郷町1-3丁目
- 三峯1-2丁目
- 宮本町1-3丁目
- 八幡町1-2丁目
- 若木町1-3丁目

#### 大谷地区
- 大字雨ケ谷
- 大字雨ケ谷新田
- 大字犬塚
- 犬塚1-8丁目
- 城東1-7丁目
- 大字武井
- 大字田間
- 大字塚崎
- 大字土塔
- 大字中久喜
- 中久喜1-5丁目
- 大字東野田
- 大字南和泉
- 大字向原新田
- 大字横倉
- 大字横倉新田

#### 間々田地区
- 暁1-3丁目
- 大字粟宮
- 美しが丘1-3丁目
- 大字乙女
- 乙女1-3丁目
- 大字千駄塚
- 大字西黒田
- 大字東黒田
- 東間々田1-3丁目
- 大字平和
- 大字間々田
- 大字南飯田
- 南乙女1-2丁目

#### 生井地区
- 大字網戸
- 大字上生井
- 大字生良
- 大字下生井
- 大字白鳥
- 大字楢木

#### 寒川地区
- 大字押切
- 大字鏡
- 大字寒川
- 大字中里
- 大字迫間田

#### 豊田地区
- 大字荒川
- 大字今里
- 大字大本
- 大字小宅
- 大字上初田
- 大字黒本
- 大字小薬
- 大字渋井
- 大字島田
- 大字卒島
- 大字立木
- 大字松沼

#### 中地区
- 大字井岡
- 大字生駒
- 大字大川島
- 大字上泉
- 大字小袋
- 大字下泉
- 大字下河原田
- 大字下初田
- 大字南小林

#### 穂積地区
- 大字石ノ上
- 大字上石塚
- 大字上国府塚
- 大字塩沢
- 大字下石塚
- 大字下国府塚
- 大字大行寺
- 大字萩島
- 大字間中

#### 桑地区
- 大字荒井
- 大字飯塚
- 大字出井
- 大字萱橋
- 大字喜沢
- 大字北飯田
- 大字三拝川岸
- 大字鉢形
- 大字羽川
- 大字東島田
- 大字東山田
- 扶桑1-3丁目
- 大字南半田
- 大字向野

#### 絹地区
- 大字高椅
- 大字田川
- 大字中河原
- 大字中島
- 大字延島
- 大字延島新田
- 大字福良
- 大字梁

### 教育

#### 大学
- 白鷗大学

#### 高等専門学校
- 小山工業高等専門学校[54]

#### 専修学校
- 国際テクニカル調理師専門学校
- 国際テクニカルデザイン☆自動車専門学校
- 国際テクニカル美容専門学校
- 中央福祉医療専門学校
- 中央アートスクール
- 小山歯科衛生士専門学校
- センス美容専修学校

#### 高等学校
- 栃木県立小山高等学校
- 栃木県立小山城南高等学校
- 栃木県立小山北桜高等学校
- 栃木県立小山南高等学校
- 栃木県立小山西高等学校

#### 義務教育学校
市立義務教育学校　1校
- 小山市立絹義務教育学校（2017年4月、絹中学校・福良小学校・梁小学校・延島小学校を統合して開設。栃木県内初の義務教育学校）

#### 中学校
市立中学校 10校
- 小山市立小山中学校
- 小山市立小山第二中学校
- 小山市立小山第三中学校
- 小山市立小山城南中学校
- 小山市立大谷中学校
- 小山市立間々田中学校
- 小山市立乙女中学校
- 小山市立豊田中学校
- 小山市立美田中学校
- 小山市立桑中学校

#### 小学校
市立小学校 25校

| - 小山市立小山第一小学校 - 小山市立小山第二小学校 - 小山市立小山第三小学校 - 小山市立小山城南小学校 - 小山市立東城南小学校 - 小山市立旭小学校 - 小山市立小山城北小学校 - 小山市立若木小学校 - 小山市立小山城東小学校 | - 小山市立大谷東小学校 - 小山市立大谷南小学校 - 小山市立大谷北小学校 - 小山市立間々田小学校 - 小山市立乙女小学校 - 小山市立間々田東小学校 - 小山市立下生井小学校 - 小山市立網戸小学校 - 小山市立寒川小学校 | - 小山市立豊田小学校 - 小山市立穂積小学校 - 小山市立中小学校 - 小山市立羽川小学校 - 小山市立羽川西小学校 - 小山市立萱橋小学校 |

### 廃校となった学校
- 小山市立絹中学校（2017年4月に「絹義務教育学校」に統合）
- 小山市立福良小学校（2017年4月に「絹義務教育学校」に統合）
- 小山市立梁小学校（2017年4月に「絹義務教育学校」に統合）
- 小山市立延島小学校（2017年4月に「絹義務教育学校」に統合）
- 小山市立豊田南小学校（2024年4月に「豊田小学校（豊田小中一貫校）」に統合）
- 小山市立豊田北小学校（2024年4月に「豊田小学校（豊田小中一貫校）」に統合）

#### 幼稚園・認定こども園

##### 私立
| - 早蕨幼稚園 - つぼみ幼稚園 - 間々田こども園 - 静林幼稚園 - 興徳幼稚園 - 清芳幼稚園 - 梅ヶ原幼稚園 - ことぶき幼稚園 | - みのり幼稚園 - 楠エンゼル幼稚園 - あおぞら幼稚園 - 小山幼稚園 - 乙女幼稚園 - 羽川幼稚園 - 栗の実幼稚園 - 白鷗大学はくおう幼稚園 | - 小山西幼稚園 - 安房神社幼稚園 - のぶしま幼稚園 - 大谷幼稚園 - 生井ゆりかご幼稚園 - ひまわり幼稚園 |

#### 学校教育以外の施設

##### 保育所
| - やはた保育所 - 桑保育所 - 絹保育所 - 間々田保育所 - 城東保育所 - もみじ保育所 - 中久喜保育所 - 網戸保育所 - 若木保育所 | - 出井保育所 - 間々田北保育所 - あけぼの保育所 - 城北保育所 - 保育室 木の実 - すみれ保育園 - つくし保育園 - 小山西保育園 - こばと保育園 | - 黒田保育園 - 小山みなみ保育園 - みどり丘保育園 - さくら保育園 - 生光保育園 - あさひ保育園 - 栗の実保育園 |

##### 職業訓練
- 関東職業能力開発大学校（旧小山職業能力開発短期大学校、職業能力開発促進法に基づく職業能力開発大学校）

### 郵便
郵便番号は以下が該当する。3集配局が集配を担当する。
- 小山郵便局：「323-00xx」「323-08xx」
- 間々田郵便局：「329-02xx」
- 下野小金井郵便局（下野市内）：「323-01xx」[注釈 2]

#### 郵便局
- 小山郵便局（07011）
- 間々田郵便局（07021）
- 南小林郵便局（07047）
- 延島郵便局（07065）
- 小山上生井郵便局（07083）
- 小山城南郵便局（07092）
- 卒島郵便局（07094）
- 小山東野田郵便局（07146）
- 小山羽川郵便局（07189）
- 小山下石塚郵便局（07194）

- 小山中里郵便局（07210）
- 小山天神郵便局（07227）
- 小山犬塚郵便局（07235）
- 小山花垣郵便局（07242）
- 小山間々田三郵便局（07269）
- 小山乙女郵便局（07278）
- 小山駅東通郵便局（07281）
- 小山雨ヶ谷新田郵便局（07289）
- 小山扶桑郵便局（07297）
- 小山中央二郵便局（07299）

### 電話番号
一部地域（後述）を除く市内全域が小山MAの管轄となり、市外局番は「0285」。収容局は以下の6ビルが該当し、市内局番は以下の通り。
- 栃木小山局：20-25,30
- 雨ヶ谷局：27,28,31
- 卒島局：32,37
- 小山西局：33,38
- 間々田局：41,45
- 延島局：39,49

下記地域は小山市外の収容局が管轄となる。
- 部屋局（栃木MA）：大字上生井・大字白鳥が該当。
- 栃木小金井局（小山MA）：大字荒井の一部地域が該当。
- 薬師寺局（小山MA）：大字田川・大字延島新田の一部地域が該当。
- 新野木局（古河MA）：大字下生井が該当。
- 茨城三和局（古河MA）：大字東野田の一部地域が該当。
- 結城局（下館MA）：大字中河原および大字中島・大字福良・大字梁のそれぞれ一部地域が該当。

## 文化・医療

### 公共施設
- 医療機関
  - 新小山市民病院
- 図書館
  - 小山市立中央図書館
  - 小山市立中央図書館小山分館

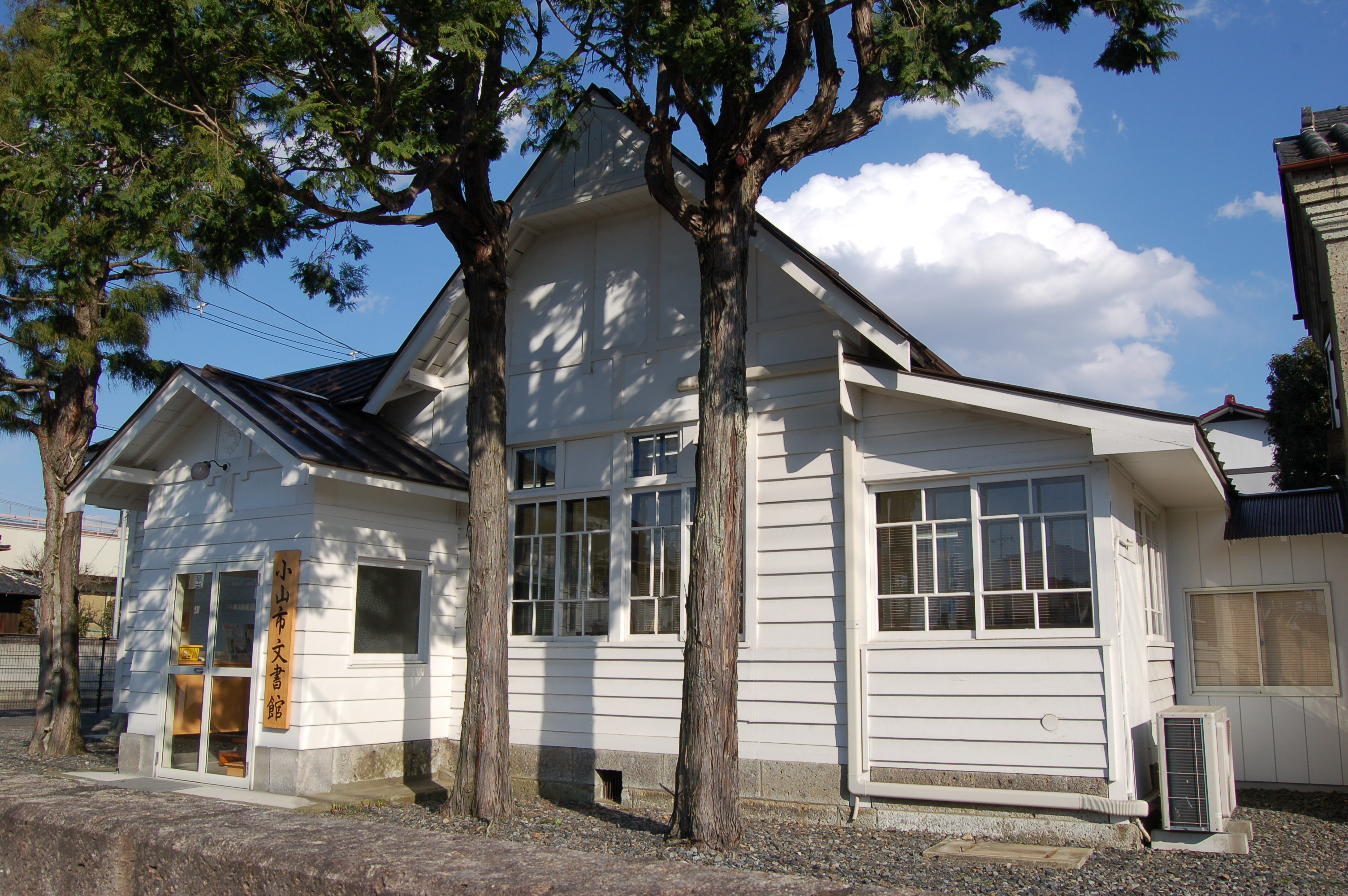
小山市文書館

  - 小山市立中央図書館大谷分館（大谷市民交流センター内）
  - 小山市立中央図書館間々田分館（間々田市民交流センター内）
  - 小山市立中央図書館桑分館（桑市民交流センター内）
- 文書館
  - 小山市文書館
- 博物館
  - 小山市立博物館
  - 摩利支天塚・琵琶塚古墳資料館
  - 渡良瀬遊水地コウノトリ交流館
- 美術館
  - 小山市立車屋美術館
    - 国登録有形文化財小川家住宅（美術館内）

  - 小山市民ギャラリー まち美
  - 富張木版画美術館
- 文化センター
  - 小山市立文化センター
- 生涯学習センター
  - 小山市立生涯学習センター（ROBLE6階）
- 公民館
  - 小山市立中央公民館
  - 小山市立大谷公民館
  - 小山市立間々田公民館
  - 小山市立生井公民館
  - 小山市立寒川公民館
  - 小山市立豊田公民館
  - 小山市立中公民館
  - 小山市立穂積公民館
  - 小山市立桑公民館
  - 小山市立絹公民館

　　　※中央公民館以外はすべて市役所出張所に併設
- 勤労青少年ホーム
  - 小山勤労青少年ホーム

- コミュニティーセンター
  - 小山市大谷市民交流センター（あいとぴあ　大谷公民館に併設）
  - 小山市間々田市民交流センター（しらさぎ館　間々田公民館に併設）
  - 小山市城南市民交流センター（ゆめまち）
    - 小山市コミュニティーセンター（ゆめまちに併設）

  - 小山市桑市民交流センター（マルベリー館　桑公民館に併設）

- 市民活動センター
  - 小山市市民活動センター（おやまーる）

- 運動施設
  - 栃木県立県南体育館
  - 栃木県立温水プール館
  - 小山市立体育館
  - 小山運動公園
  - 小山勤労者体育センター
  - あけぼの公園
  - 原の内公園テニスコート
  - 思川緑地
  - 小山市営弓道場
  - 小山市民キャンプ場（茨城県茨城町・涸沼自然公園内）

- その他
  - おやま本場結城紬クラフト館
  - 栃木県紬織物技術支援センター

## 交通

### 鉄道

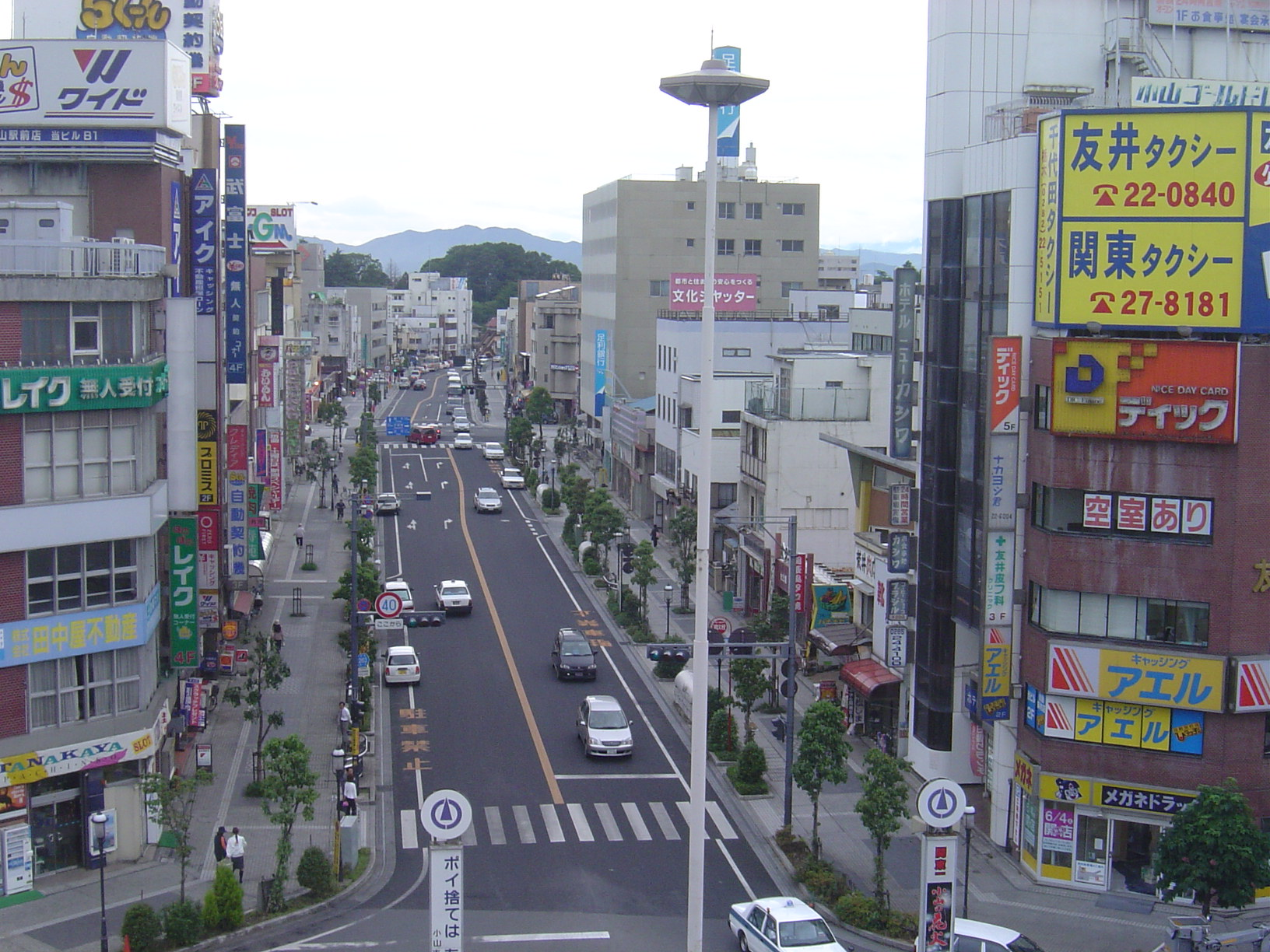
小山駅西口市街地（2005年5月）

小山市には小山駅を中心に東西南北に鉄道路線が伸びており、鉄道交通の要衝として機能している。
東日本旅客鉄道（JR東日本）
 東北新幹線・山形新幹線
- - 小山駅 -

 宇都宮線（東北本線）・■上野東京ライン・ 湘南新宿ライン
- - 間々田駅 - 小山駅 -

■両毛線
- 小山駅 - 思川駅 -

■水戸線
- 小山駅 -

※東北新幹線小山新幹線車両センター（旧小山新幹線運転所）ー小山市喜沢
（JR東日本小山車両センター（旧小山電車区）は隣接する下野市にある）

### 路線バス

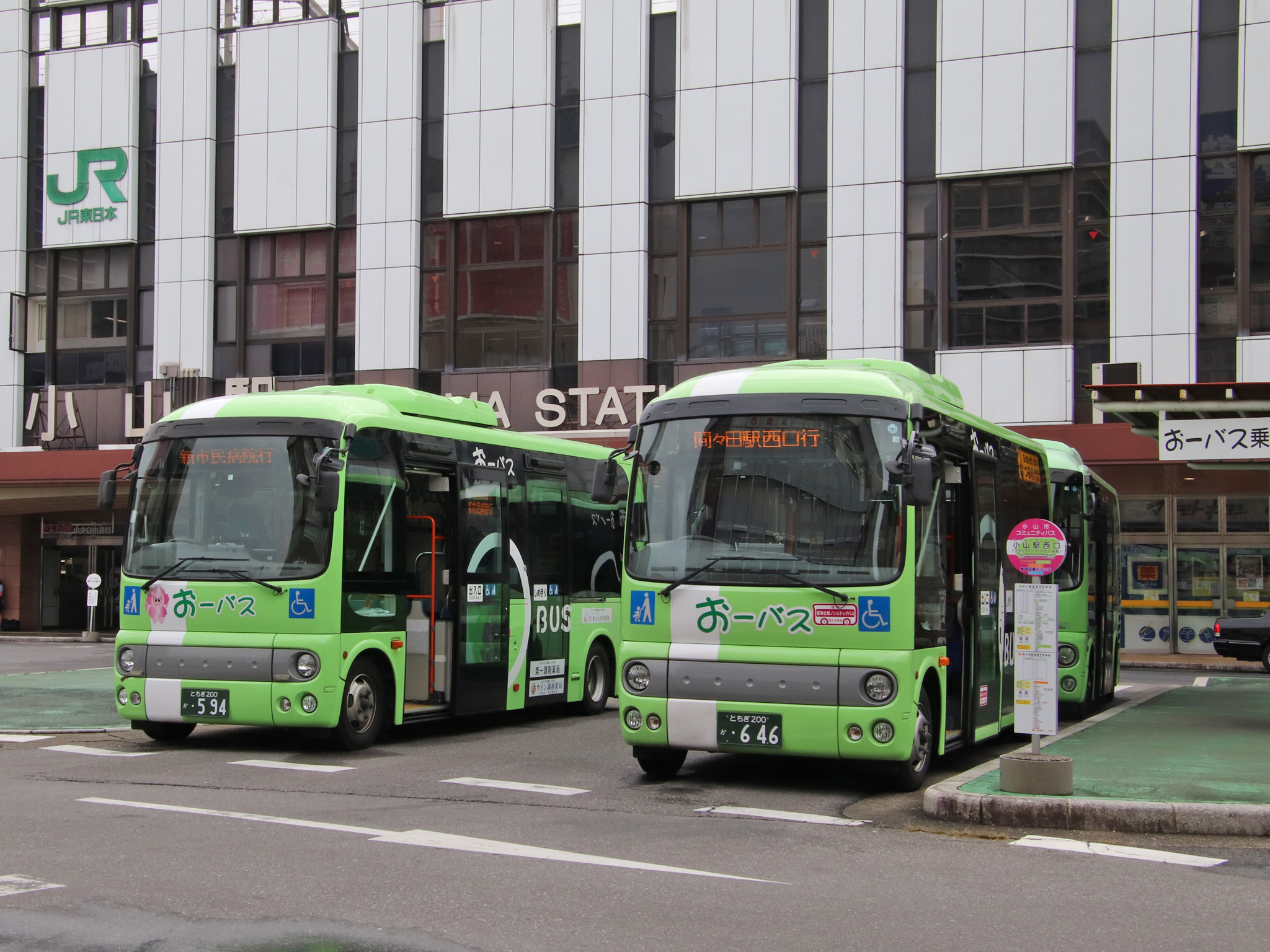
コミュニティバス「おーバス」

- 関東自動車[注釈 3]
  - 城南循環線
  - 城南・新市民病院線
- おーバス（コミュニティバス）
小山駅を中心に方面別に小山中央観光バス・友井タクシー・大山タクシーの3社が担当する。
  - 間々田線
  - 羽川線
  - ハーヴェストウォーク線
  - 新市民病院線
  - 間々田東西線
  - 道の駅線
  - 思川駅線[注釈 4]
  - 高岳線
  - 城東中久喜線
  - 土塔平成通り線
  - 大谷中央線
  - 渡良瀬ライン[注釈 4]
  - デマンドバス桑絹エリア
  - デマンドバス大谷・間々田エリア
  - デマンドバス豊田エリア
  - デマンドバス中・穂積エリア
  - デマンドバス寒川・生井エリア

### 道路
近年は国道50号を中心に幹線道路の道路整備が進みつつある。しかしながら、一部地域では、まちづくり協議会等を組織し、住宅地を中心に道路の拡幅化、新規建設が進展しつつあるが、依然として隘路が多いことは、モータリゼーションの進展により地域の課題となっている。
また、市を通過する高速道路・自動車専用道路はない。（最寄りの高速道路インターチェンジは東北自動車道の栃木インターチェンジ・佐野藤岡インターチェンジ、圏央道の五霞インターチェンジなどが利用できる。）

#### 国道
- 国道4号：小山バイパス
  - 北方面 - 下野・上三川・宇都宮・さくら・那須塩原・郡山・福島・仙台
  - 南方面 - 古河・久喜・春日部・越谷・東京
- 国道50号：岩舟小山バイパス、小山 - 結城拡幅
  - 東方面 - 結城・筑西・桜川・笠間・水戸
  - 西方面 - 栃木・佐野・足利・太田・桐生・みどり・伊勢崎・前橋
- 新4号国道：古河小山バイパス、小山石橋バイパス（国道4号バイパス）

#### 主要地方道
- 栃木県道18号小山壬生線
- 栃木県道31号栃木小山線
- 栃木県道33号小山環状線
- 栃木県道36号岩舟小山線
- 栃木県道50号藤岡乙女線
- 栃木県道54号明野間々田線

#### 一般県道
| - 栃木県道103号間々田停車場線 - 栃木県道146号結城石橋線 - 栃木県道147号小金井結城線 - 栃木県道153号南小林栃木線 - 栃木県道160号和泉間々田線 - 栃木県道173号萩島白鳥線 - 栃木県道174号南小林松原線 | - 栃木県道190号境間々田線 - 栃木県道191号大戦防小山線 - 栃木県道214号福良羽川線 - 栃木県道243号小山城内線 - 栃木県道263号小山停車場線 - 栃木県道264号小山結城線 - 栃木県道265号粟宮喜沢線 | - 茨城県道・栃木県道292号矢畑横倉新田線 - 栃木県道294号東野田古河線 - 栃木県道296号小山都賀線 - 栃木県道311号小山大平線 - 栃木県道339号小山下野線 - 栃木県道313号渡良瀬遊水地壬生自転車道線 |

### 道の駅
- 道の駅思川（小山市下国府塚、国道50号岩舟小山バイパス沿い）

## 名所・旧跡・観光スポット・祭事・催事
- おやま百景

### 名所・旧跡
- 小山評定跡（小山市指定史跡）　ただし、実際に評定が行われた場所は学術的に諸説あり、特定されていない。
- 祇園城址（国指定史跡）　明治時代に小山城と改称されたが、小山市では祇園城と称されることが多い。この名の城は全国各地にあるとのこと。なお、この祇園城落城がちょうど七夕の日であった為、旧小山宿を中心とする地域では古くから七夕を祝わないという風習が残っている。
- 鷲城址（国指定史跡）　小山義政の乱の舞台となった城。現在も本丸に鷲神社が残る。
- 中久喜城址（国指定史跡）

### 神社
- 須賀神社　小山地域の総鎮守。旧郷社。
- 高椅神社　延喜式内社。旧県社。料理の総鎮守として全国の料理人から崇拝を集めている。
- 安房神社　延喜式内社。旧郷社。
- 胸形神社　延喜式内社。旧郷社。
- 間々田八幡宮
- 白髭神社
- 田間血方神社

### 寺院
- 天翁院　小山氏の菩提寺。
- 妙建寺
- 興法寺
- 浄圓寺（小山市小薬)　1303年(乾元2年) - 太夫阿闍梨 日尊開基の単立寺院

### その他史跡
- 乙女不動原瓦窯跡（国指定史跡）
- 寺野東遺跡（国指定史跡）
- 琵琶塚古墳（国指定史跡）
- 摩利支天塚古墳（国指定史跡）

### 重要無形文化財
- 間々田のジャガマイタ（国重要無形文化財 毎年5月5日 間々田八幡宮周辺）

### 観光スポット・施設
- 小山ゆうえんち - 閉園。近年まで観覧車は残されていたがハーヴェストウォーク建設の際に解体、メリーゴーランドはそのまま利用され当時の場所に設置されている。
- おやまゆうえんハーヴェストウォーク - 小山ゆうえんちの跡地にオープンしたショッピングモール
- 小山温泉 思川
- 小山市まちの駅
- 小山市立博物館
- KDDI国際通信史料館
- 渡良瀬遊水地
- 道の駅思川（国道50号：小山市下国府塚）

### 催し物
- 胸形神社花桶かつぎ（1月）
- 小山の朝市（毎月第1日曜日）
- 小山の初市（1月成人の日）
- 白鳥八幡宮古式祭礼（2月）
- おやまのさくらまつり（3月下旬〜4月中旬頃。オモイガワの開花時期がソメイヨシノよりも遅いため）
- 田間血方神社神楽（4月第2土・日曜日）
- 鯉のぼり群遊（4月下旬〜5月上旬頃）
- 思川の流しびな（7月第1日曜日）
- 須賀神社祇園祭（7月第3日曜日）
- おやまサマーフェスティバル（7月最終土日）[注釈 5]
  - 二日目の夜には、小山市役所西側に位置する観晃橋下流の思川河畔で2万10発の『小山の花火』が開催される。人出は約45万人。定員6人のテーブル椅子席、定員5人のマス席、定員1人の階段指定席が販売される。階段指定席は、堤防の階段状の場所を利用した指定席で、1人から購入できる。
- おやま西口まつり（10月）
- 小山バルーンフェスタ（11月の土日）

### キャラクター
- セグピー - 市の鳥、セグロセキレイを模したキャラクター。
- ピンキー - 市の花、オモイガワザクラを模したキャラクター。現在は2代目。
- 開運★おやまくま - 顔が「小山」になっているキャラクター。おやまブランド公認のゆるキャラとして広報などに登場している。ゆるキャラグランプリ2012では総合84位、2013では総合44位。
- 政光くん・寒川尼ちゃん - 小山氏の祖、小山政光と妻寒河尼を模したキャラクター。ゆるキャラグランプリ2014では総合27位、2015では総合8位。

## 著名な出身者

### 学術
- 左巻健男（教育学者）：法政大学教授

### 作家
- 有川周一
- 梨屋アリエ
- 福田雄一（劇作家、放送作家、ドラマ・映画脚本家、演出家、映画監督）

### 俳優
- 石黒英雄：小山市立小山第三中学校出身
- 近藤きらら
- 村上新悟：小山工業高等専門学校

### 声優
- 大滝凌馬：栃木県立小山北桜高等学校出身

### モデル
- 武田静加
- 本田恭子（タレント）：小山市立桑中学校出身

### アイドル
- 北村悠（元FLAMEメンバー|ジュノンボーイコンテスト）
- 小池里奈

### 歌手・音楽家
- CLIEVY（C&K）
- 中野雄太（作曲家、音楽グループHΛLの元メンバー）：小山市立小山第三中学校 出身

### アナウンサー
- 飯島誠（とちぎテレビ）
- 白沢みき

### スポーツ
- 飯嶋則之 （競輪選手）
- 飯原誉士（元プロ野球選手・栃木ゴールデンブレーブス）：小山市立桑中学校、栃木県立小山高等学校出身
- 出井敏博（元プロ野球選手・埼玉西武ライオンズ）：小山市立乙女中学校出身
- 海老沼匡（元柔道家）
- 神山雄一郎（競輪選手）
- 櫻井まどか（女子サッカー選手・浦和レッズレディース）
- 佐藤響（プロサッカー選手・京都サンガF.C.）
- 鈴木徳真 (プロサッカー選手・ガンバ大阪)
- 貴源治賢（元大相撲力士、十両）
- 貴ノ富士三造（元大相撲力士、十両）
- 髙谷裕亮（元プロ野球選手・福岡ソフトバンクホークス）：栃木県立小山北桜高等学校出身
- 成瀬善久（プロ野球選手・栃木ゴールデンブレーブス）：小山市立桑中学校出身
- 萩野公介（元競泳選手）
- 日向野知恵（ブラジリアン柔術家、元プロボクサー）
- 三丸拡（プロサッカー選手・柏レイソル）：小山市立小山第三中学校出身
- 山口竜一（元騎手・ホッカイドウ競馬）
- 山﨑真（元騎手・浦和競馬）
- 横塚蛍　（元バスケットボール選手・Bリーグ/越谷アルファーズ）：小山市立小山城南小学校、小山市立小山城南中学校、白鷗大学出身

### 棋士
- 長谷部浩平（将棋棋士）

### その他
- 片浦弘道（カーボンナノチューブ研究）
- 小林剛（画家）
- 高橋房次（医師）
- 田中和雄（イラストレーター）：小山市立小山中学校出身
- 田波御白（歌人）
- へらへら三銃士　ありしゃん（YouTuber）:小山市立間々田中学校出身

## ゆかりのある人物
- 江川卓（元プロ野球選手・投手、プロ野球解説者）小山市立小山中学校出身
- 広澤克実（元・ヤクルトスワローズ、読売ジャイアンツ、阪神タイガース）茨城県出身、栃木県立小山高等学校出身。
- 福地翼（漫画家、栃木県日光市出身、小山市育ち）
- 渡辺徹（俳優、小山市生まれ、茨城県古河市育ち）
- 富張広司（版画家、茨城県境町出身、小山市在住）